# Neumarkt (Dresden)

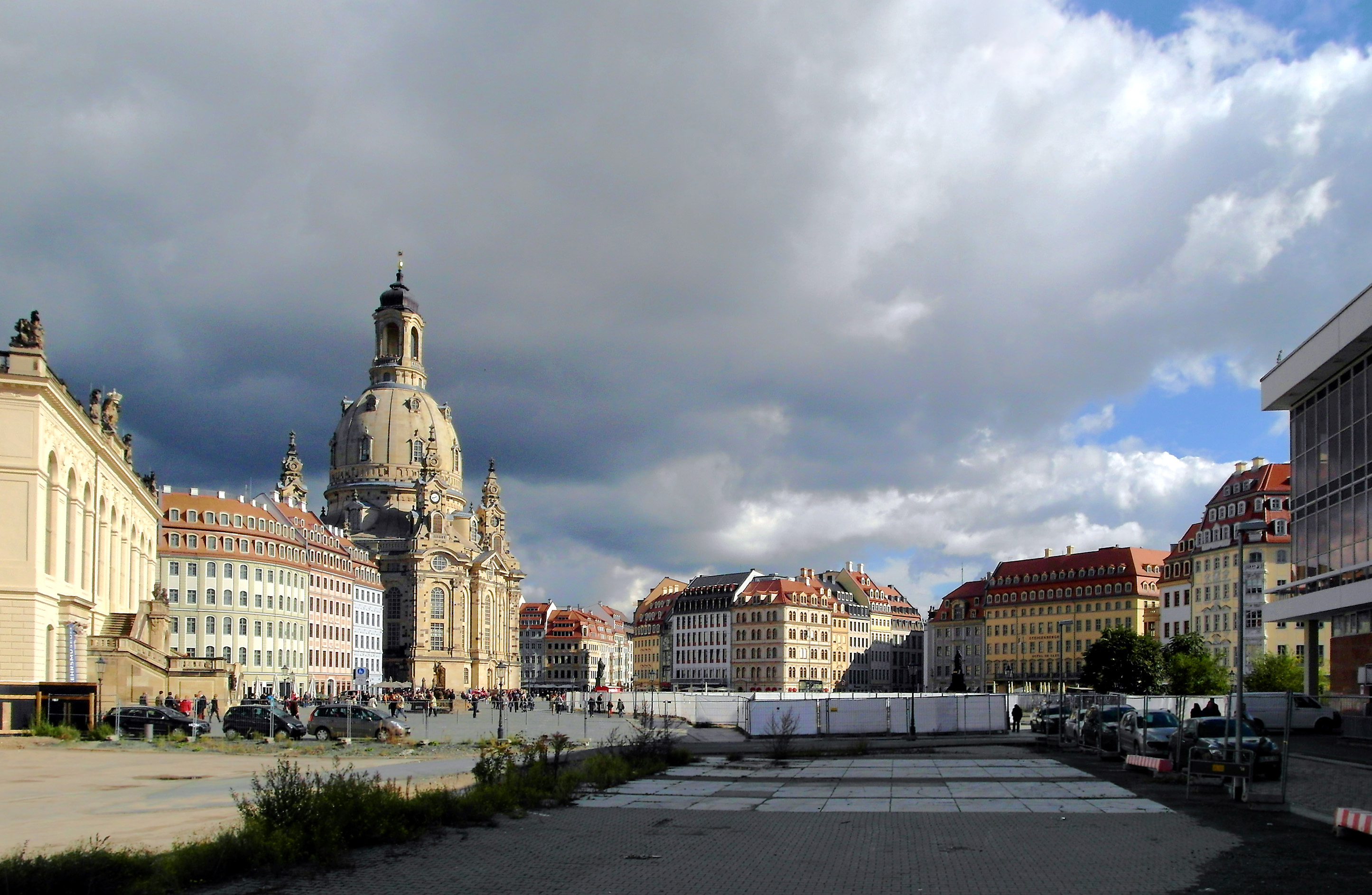
Neumarkt mit Frauenkirche, 2012

Der Neumarkt in Dresden ist ein Platz in der Inneren Altstadt zwischen Altmarkt und Elbe. Er gehört wie der Theaterplatz, der Schloßplatz und der Altmarkt zu den bedeutendsten Plätzen der Dresdner Altstadt.
Der Neumarkt entstand im 16. Jahrhundert nach der Verlegung der alten Stadtmauer unter Einbeziehung des Jüdenhofs als zweiter Marktplatz und fand nach der Säkularisation des Frauenkirchhofs im 18. Jahrhundert eine Vergrößerung. Die überwiegend erhaltene barocke Bebauung des Neumarkts wurde durch die Luftangriffe auf Dresden im Februar 1945 zu großen Teilen zerstört. Nach der Trümmerberäumung waren seine Grenzen aufgehoben und er erschien als weitläufige Freifläche um die Ruine der Frauenkirche, begrenzt durch das Johanneum, den Kulturpalast und die Ruine des Kurländer Palais. Bei der Enttrümmerung wurden auch standfeste und wiederaufbaufähige Bauensembles abgerissen, wie an der Rampischen Straße.
Durch die rege Bautätigkeit nach der deutschen Wiedervereinigung, ausgelöst durch den Wiederaufbau der Frauenkirche, veränderte insbesondere ab 2001 der heutige Platz seine Gestalt fortlaufend. Die Neubebauung zielte nach langen und kontroversen Debatten auf eine weitgehende Rekonstruktion vieler historischer Gebäude und Gebäudegrundrisse im Stil des Dresdner Barock, die den Neumarkt in der Vergangenheit kennzeichneten und durch Krieg und nachfolgendem Abriss vernichtet wurden. Gleichwohl hat starkes bürgerschaftliches Engagement, etwa der Bürgerinitiative Gesellschaft Historischer Neumarkt Dresden, erheblich Einfluss auf diese Wiederherstellung genommen, auch anders geplante Bauten (etwa das „Neue Gewandhaus“) verhindert.
Als Neumarktareal oder Neumarktquartiere wird eine Reihe von Parzellen rund um Neumarkt und Frauenkirche beziehungsweise zwischen Kulturpalast, Schloss, Sekundogenitur, Kunstakademie, Albertinum und Landhaus bezeichnet, die zwischenzeitlich bebaut sind. Sie werden als „Quartier I“ bis „Quartier VIII“ bezeichnet. Im Frühjahr 2019 war die unmittelbare Platzbebauung am Neumarkt und damit dessen Raumeindruck, am 31. Dezember 2021 schließlich das gesamte Neumarktareal fertiggestellt, beides mit Ausnahme der südlichen abschließenden Platzkante mit dem Hotel Stadt Rom (für das nach Abschluss des Bauleitverfahrens etwa 2027 Baustart sein könnte), letzteres mit Ausnahme des Quartiers um das Palais Hoym, das sich im Rohbauzustand befand.

## Geographie

### Lage

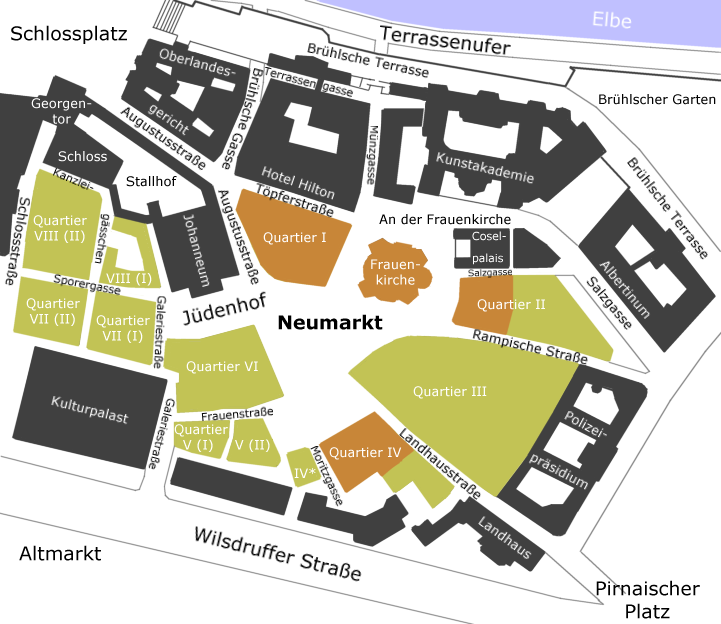
Straßen und Quartiere des Neumarkts

Der Neumarkt im weiteren Sinn (zu DDR-Zeiten: „Planungsgebiet Neumarkt“, „Neumarktgebiet“ oder auch „Neumarktareal“, seit etwa 1997/98 wird der weitere Sinn häufig und damit fälschlich ebenfalls (nur) als „Neumarkt“ bezeichnet) liegt zentral in der Inneren Altstadt zwischen dem Kurländer Palais und dem Taschenbergpalais. Er ist in diesem Sinn umgeben von der Bebauung der Brühlschen Terrasse im Norden und der Wilsdruffer Straße im Süden. In ihm liegt das Coselpalais.
Dabei war der Neumarkt im engeren Sinn bis 1945 ein Platz in der Inneren Altstadt, der allerdings bis zu seiner Zerstörung mit seinen Nebenplätzen, dem Jüdenhof und An der Frauenkirche, mit einem, mit wenigen Ausnahmen, geschlossen erhaltenen Ensemble des bürgerlichen Barocks in Dresden begrenzt wurde. Von allen Gebäuden, die bis 1945 am Neumarkt standen, blieben am Neumarkt selbst lediglich als Ruinen bis zu ihrem Wiederaufbau das Johanneum und die Frauenkirche erhalten. Alle anderen Gebäude wurden zerstört, die Ruinen wurden nach 1945 vollständig abgetragen; dies galt aber auch für die Gebiete, die dem eigentlichen Neumarkt (als „Neumarkt im weiteren Sinn“) durch verschiedene Planungen erst nach 1945 zugerechnet wurden.

### Gliederung

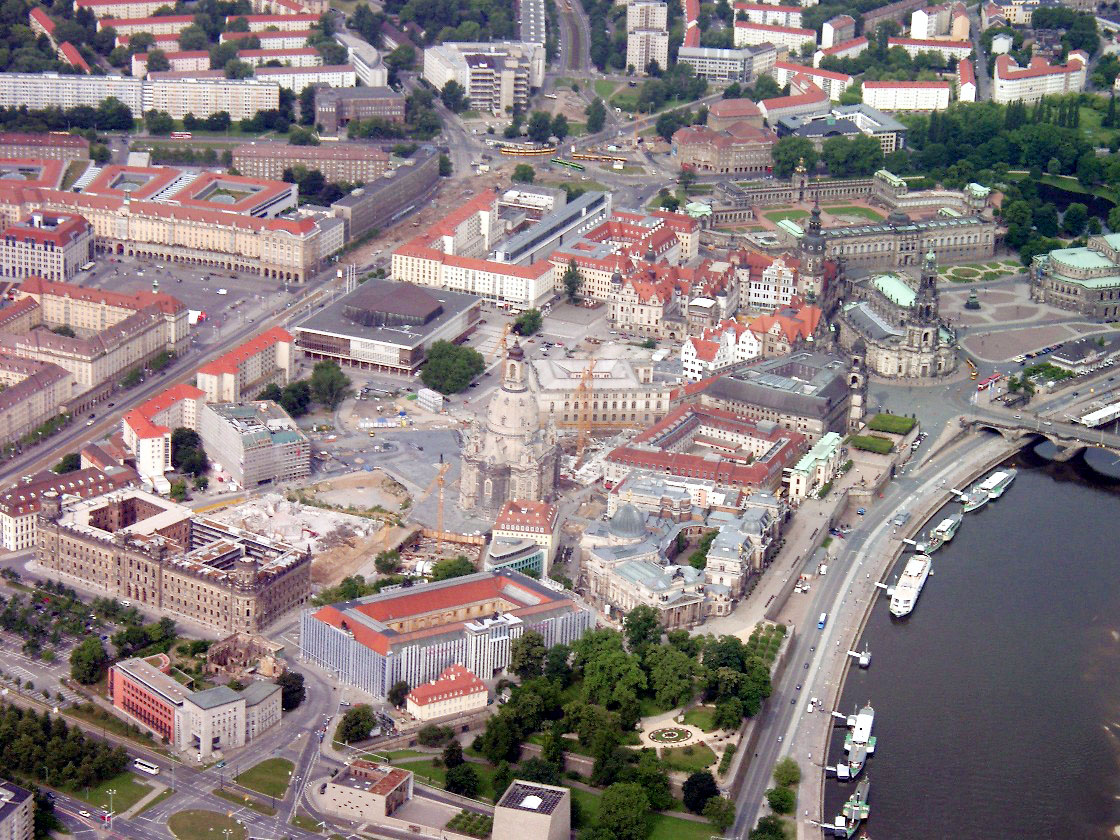
Luftbildansicht des Neumarktareals bei Baubeginn mehrerer Quartiere, zentral im Bild, 2005

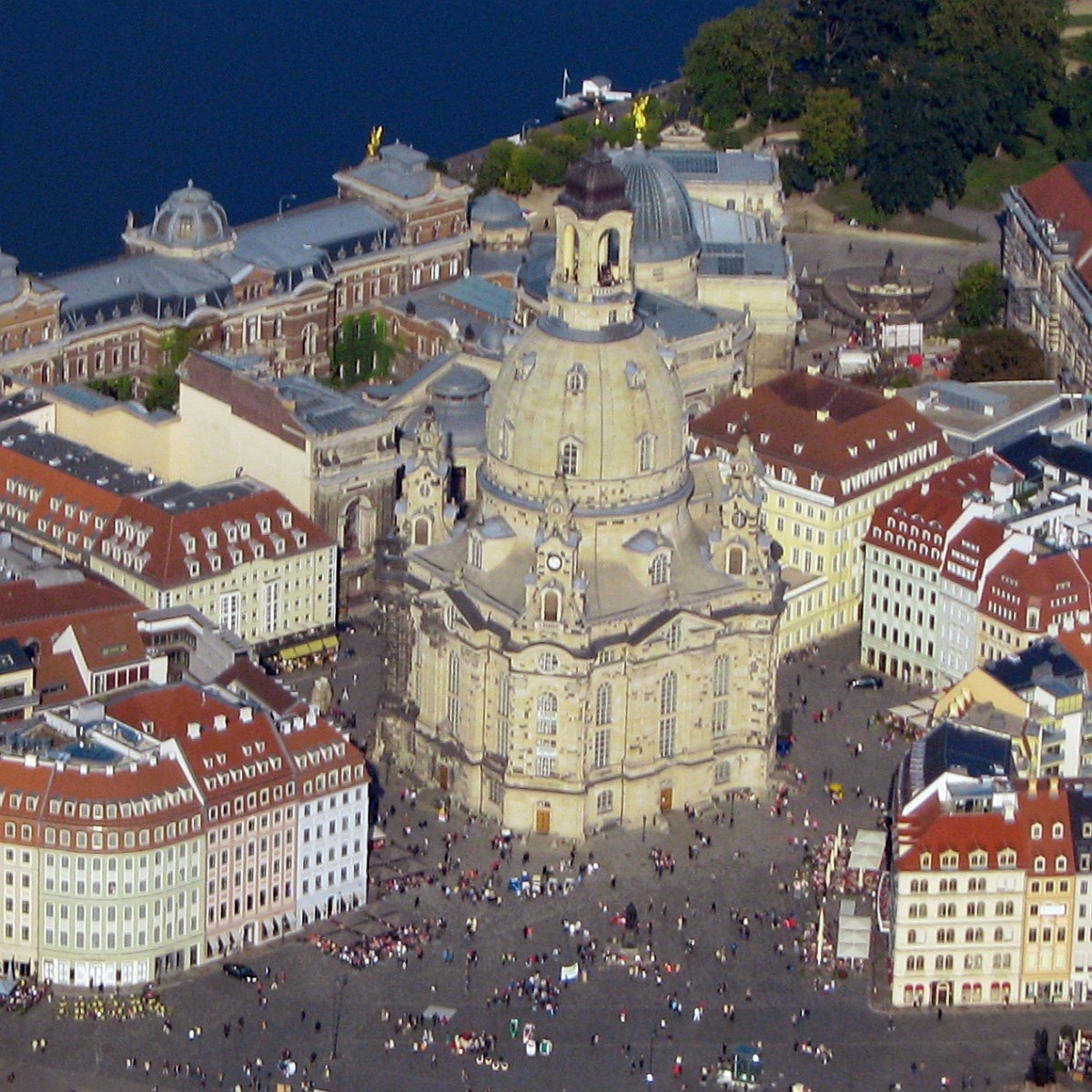
Luftbild fertiggestellter Neumarkt-Quartiere an der Frauenkirche, 2008

Der Neumarkt „im engeren Sinn“ war bis 1945 ein Platz in der Inneren Altstadt, der im Nordosten einen Nebenplatz, den Jüdenhof, besaß und dem schon vor 1945 die Flächen westlich und südwestlich der Frauenkirche zugerechnet wurden. Historisch bei der Stadterweiterung (Erweiterung der Festungswerke) bei Abtragung des Frauentors um 1550 entstanden, wurde er durch folgende Straßen und Plätze begrenzt: Augustusstraße und Münzgasse im Norden, im Osten das Areal westlich und südwestlich der Frauenkirche, in das von Osten Salzgasse und Rampische Straße, die Richtung Tzschirner- und Rathenauplatz verlaufen, im Südwesten Landhausstraße und Moritzstraße, gen Süden die Kleine Kirchgasse und gen Osten die Frauenstraße und als Nebenplatz im Nordosten der Jüdenhof.
Nach der Zerstörung durch die Luftangriffe auf Dresden 1945 und die Großflächenenttrümmerung bis 1958 (endgültig dann bis 1963) blieb der Neumarkt durch seine zahlreichen erhaltenen Bordsteinkanten anschließend zwar noch im Stadtgrundriss präsent, durch die prägende Ruine der Frauenkirche auch als solcher im Gedächtnis der Dresdner. Bis 1948 verlief noch eine Straßenbahntrasse von der Moritzstraße zur Augustusstraße über den Neumarkt, diese wurde nach den Luftangriffen nicht wieder in Betrieb genommen und die Schienen in dem Jahr ausgebaut und soweit brauchbar an anderen Stellen weiterverwendet.
Nach der Trümmerberäumung, bei der auch standfeste und wiederaufbaufähige Bauensembles abgerissen wurden, wie an der Rampischen Straße, erschienen seine Grenzen allerdings als aufgehoben. Entstanden war eine weitläufige Freifläche um die Ruine der Frauenkirche, gebäudeseitig begrenzt durch die erhaltenen und zum Teil noch viele Jahre ruinösen Gebäude Stallhof, Johanneum, Kunstakademie, Albertinum im Norden, die Ruine des Kurländer Palais und das Polizeipräsidium im Westen, den damals einsetzenden Aufbau der Wilsdruffer Straße („Ernst-Thälmann-Straße Nordseite“) im Süden und die Ruinen von Residenzschloss und Taschenbergpalais im Osten.
Erst ab 1977 gewinnt über verschiedene Planungsstufen, Entwurfsseminare und Wettbewerbe die Auffassung Raum, dieses so beschriebene gesamte (Neumarkt-)Areal („Neumarkt im weiteren Sinne“) zu gliedern und in verschiedene Blockstrukturen bzw. Gevierte aufzuteilen. Hilfreich war dabei, dass die ab 1973 in der DDR eingesetzte Wohnungsbauserie (WBS) 70 wandelbar war und zahlreiche Sonderlösungen ermöglichte. Dem stand das Konzept der (denkmalpflegerischen) „Leitbauten“ zur Seite, das 1981 erstmals einem größeren Kreis bekannt wurde und immer präziser ausformuliert wurde. Dabei war das grundsätzliche Konzept des „Leitbaus“ die zumindest fassadenseitige, wenn möglich aber vollständige Wiederherstellung eines Gebäudes aus dem Zeitraum vor der Zerstörung, wobei dieses, von Ausnahmen abgesehen, nicht unbedingt grundstücksgenau an- bzw. eingeordnet werden musste.
Das erste sichtbare Ergebnis dieses Planungsansatzes war die Eröffnung des Hotels Dresdner Hof (heute Hilton Dresden) am 26. Januar 1990 und brachte Aufschluss, wie diese „Geviert-Konzeption“ sich umsetzen ließe, zumal die parallel entstandene Münzgasse östlich durch einen reinen U-förmigen WBS-70-Baukörper begrenzt ist (selbst die Dachflächen zur Münzgasse und zur Frauenkirche sind industrielle WBS-70-Platten, die lediglich „schräg aufgelegt“ wurden) und der zudem recht geschickt an die westlichen Brandgiebel der Kunstakademie anschließt.
Nach dem Beschluss des „Planungsleitbildes Innenstadt“ (Entwurf Juli 1990, endgültig 1993, Herausgeber war das damalige „Dezernat für Stadtentwicklung“ unter Leitung des Dezernenten (Beigeordneten) Ingolf Roßberg) und dem Versuch von Investoren, im Rahmen von Immobilienentwicklungen möglichst das gesamte Areal „in eine Hand zu bekommen“ (beteiligt an diesen Versuchen waren nahezu alle deutschen Großbanken), wollte ab 1995 der Beigeordnete für Bau, Gunter Just, unbedingt eine für das gesamte Areal geltende Gestaltungssatzung einführen. Er ließ sich dabei von seiner Auffassung als Architekt leiten, dadurch sämtliche Probleme (einschließlich Straßenbreiten und Baufluchten) regeln zu können. Von Juristen überredet (überzeugt davon war er nie), setzte er durch, die Gevierte (nunmehr als „Quartiere“ bezeichnet) jeweils für sich zu betrachten und dafür jeweils eigene städtebauliche und architektonische Konzeptionen zu erstellen.
Die Illusion, das Bauen mit Hilfe einer für das gesamte Areal geltenden „Gestaltungssatzung“ regeln zu wollen, scheiterte zwar 2002 endgültig (sie wurde zwar ausformuliert, trat aber nie in Kraft), brachte jedoch, gemeinsam mit dem erheblich erweiterten Leitbauten-Begriff (der nunmehr auch Fassadenrekonstruktionen einschloss) allerdings Grundsätze für ein architektonisches Herangehen an die „Nicht-Leitbauten“. Ihre Vorbereitung wurde damit durch die intensive „Quartiers-Planung“ und deren anschließende Quartiersveräußerung mit harten Auflagen (was trotzdem Immobilienentwicklern mit einer möglichen „Mischfinanzierung“ entgegenkam) quasi legitimiert: Dieses Modell, was in Grundzügen bereits Ingolf Roßberg 1992/1993 im Rahmen des „Planungsleitbildes Innenstadt“ entwickelt hatte, erwies sich in Verbindung mit der Definition der „Quartiere“ schließlich als grundlegend für die Entwicklung des „Neumarktareals“, zumal dies auch engagierte Investoren, wie die Baywobau, auch für sich als Geschäftsmodell erkannten und anderweitig umsetzten (Beispiel: Lahmann-Sanatorium).
Der parallel einsetzende und deutschlandweit geführte Disput um die Architektur des gesamten Areales (nunmehr vereinfacht nicht mehr korrekt „Neumarktgebiet“ oder „Neumarktareal“, sondern nur noch „Neumarkt“ genannt und damit Missverständnisse hervorrufend) verhinderte einerseits eine zügige Bebauung, ermöglichte aber mehrere Dinge, u. a.:
1. Eine breite fachöffentliche und bürgerschaftliche Diskussion, einschließlich der Gründung der Bürgerinitiative „Gesellschaft Historischer Neumarkt“,
2. die Klärung um den Umgang mit der „Ostmoderne“ im Allgemeinen und den (Weiter-)Bestand des Kulturpalastes im Besonderen sowie dessen Einbindung in das Areal,
3. die Klärung zahlreicher Detailfragen (u. a. Lärmschutz, Abstandsflächen, naturschutzrechtliche Ausgleiche, ruhender Verkehr), die zum Teil erst- und einmalig waren, war doch ein barockes Viertel in diesem Umfang bisher nirgendwo in Deutschland praktisch neu gebaut worden, erst recht nicht unter den Bedingungen des inzwischen auch europäisch fein ausziselierten Bauplanungs- und Bauordnungsrechtes.
4. Nebeneffekt, der zwar nicht gewollt, aber dennoch eintrat, war, dass das temporäre Lager von Steinen für den Wiederaufbau der Frauenkirche praktisch bis kurz vor dessen Abschluss fast zehn Jahre hinweg im Neumarktareal verbleiben konnte und erst mit dem Wiederaufbau des Hôtel de Saxe 2003 für wenige Monate und durch den fortgeschrittenen Wiederaufbau bereits stark verkleinert umziehen musste.

Am 31. Dezember 2021 wurde – mit Ausnahme des noch fehlenden Hotel Stadt Rom sowie des bis dahin noch im Rohbau befindliche Gebäudeensemble auf dem Areal des abgerissenen Anbaus an das Polizeipräsidium – das durch die Großflächenenttrümmerung entstandene Freiflächengebiet mit neu errichteten Bauten fertiggestellt und der Öffentlichkeit übergeben worden.

### Verkehr
Das Neumarktareal selbst ist heute eine Fußgängerzone. Bis zur Umgestaltung, beginnend ab dem Neubau des damaligen Dresdner Hofes und der Münzgasse 1987 (eröffnet 1990) diente es mit seiner Umgebung vor allem als Parkfläche, in einigen Bereichen wurde es durch Baracken mindergenutzt. Unter dem Neumarkt befindet sich seit 2005 eine öffentliche Tiefgarage, die im Zusammenhang mit dem Hôtel de Saxe errichtet wurde. Für diese Tiefgarage wurden im Jahr 2003 die gut erhaltenen Reste einer einzigartigen spätmittelalterlichen Befestigungsanlage (Barbakane) abgerissen, die erst wenige Wochen zuvor entdeckt worden war.
Durchlässig für den Straßenverkehr sind nur die Brühlsche Gasse zum Terrassenufer, die Landhausstraße zum Pirnaischen Platz, über die die Zuführung für die Tiefgaragen erfolgt, und die Salzgasse zum Rathenauplatz. Eine Straßenbahntrasse über den Neumarkt, wie vor 1945, ist weder geplant noch sinnvoll: Vom ÖPNV wird er vor allem vom an das Areal angrenzenden Plätzen Pirnaischer Platz und Postplatz erschlossen, die auch vor 1945 (siehe Geschichte des Straßenbahnnetzes Dresden) Hauptknotenpunkte waren.

## Geschichte

### Spätmittelalter

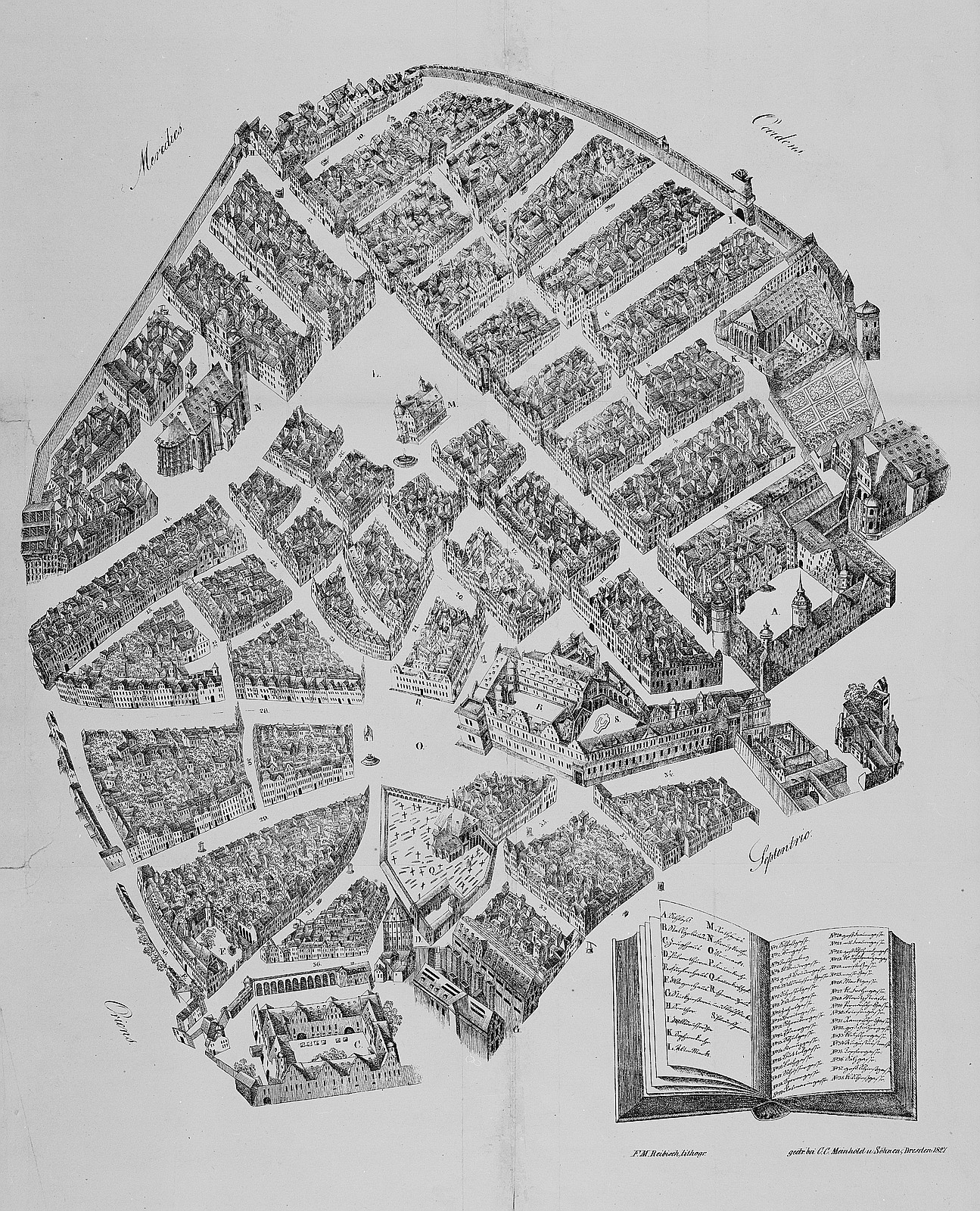
Ansicht der Stadt Dresden um 1634; Der Neumarkt ist der untere der beiden Plätze

Der Neumarkt liegt auf einer leichten Erhebung und gehört deswegen wohl zu den ältesten Siedlungsorten im Stadtkern Dresdens. Die Elbe war zu der Zeit nicht so eingefasst wie in der Gegenwart, sondern war im gesamten Elbtalkessel verzweigt und schloss so wohl das Fischerdorf auf dem Gebiet des Neumarkts ein. Auf der anderen Seite des Hauptstroms lag die Siedlung, die später Altendresden und seit der Neuerrichtung Neustadt genannt wird. Zwischen diesen Siedlungen bestand eine Fährverbindung etwa auf Höhe der Großen Fischergasse (seit 1849 Münzgasse). Durch die steinerne Elbbrücke wurde die Überquerung der Elbe später westlich des Neumarktgebietes einfacher.
Weiter südwestlich entstand ein weiterer Ortskern um die Kreuzkirche. Mit Vergabe des Stadtrechts Anfang des 13. Jahrhunderts entstand dort auf Basis des Stapelrechts ein Marktplatz und später eine Stadtmauer um die Siedlung. Obgleich die Siedlung Dresdene und das Dorf um die Kirche Zu Unsrer Lieben Frauen sehr nah aneinander lagen, wurden sie durch die Stadtmauer getrennt. Warum die Siedlungen nicht gemeinsam umfasst wurden, ist nach wie vor nicht geklärt. Die These, auf dem Gebiet des Neumarkts hätten vorwiegend Slawen gewohnt, wurde durch archäologische Erkenntnisse widerlegt.
Noch bis ins 16. Jahrhundert gehörte der Platz um die Kirche Zu Unsrer Lieben Frauen nicht zur ummauerten Stadt Dresden. Vielmehr änderte die Wehranlage die Siedlung so, dass sie sich wie eine Vorstadt an das Frauentor vorlagerte. Später wurde die Fläche der Neumarktquartiere – gleichzeitig mit dem Ausbau Dresdens zur kurfürstlichen Residenz um 1530 – eingemeindet, vor allem um die Stadtbefestigung ausbauen zu können. Dresden hatte von da an zwei Marktplätze: Der Markt an der Kreuzkirche wurde von diesem Zeitpunkt an Altmarkt und der hinzugewonnene Platz Neumarkt genannt. Die Kirchgemeinde der Frauenkirche erstreckte sich aber weiterhin weit in das östliche Umland, das erst später nach Dresden eingegliedert wurde.
Durch die Verlagerung der Stadtfestung änderte sich die Aufteilung der Gebäude am Neumarkt. Die nunmehr innere Stadtmauer konnte geschleift werden und ließ Platz für neue Gebäude. So entstand das alte Gewandhaus; der Jüdenhof (einst ein kleiner Platz in der Stadt an der Stadtmauer) wurde eine Teilfläche des Neumarkts. Über den Neumarkt verlief eine der Hauptstraßen durch die Stadt, die das Pirnaische Tor mit der Elbbrücke verband. Schon 1591 wurde das Johanneum als Wagenremise des Schlosses erbaut und war, wie die gesamte Bebauung mit Ausnahme der Kirche, von der Renaissance geprägt. Die sonstige Bebauung war vorrangig bürgerlich und bestand aus für die Renaissance typischen Giebelhäusern.

### Barock

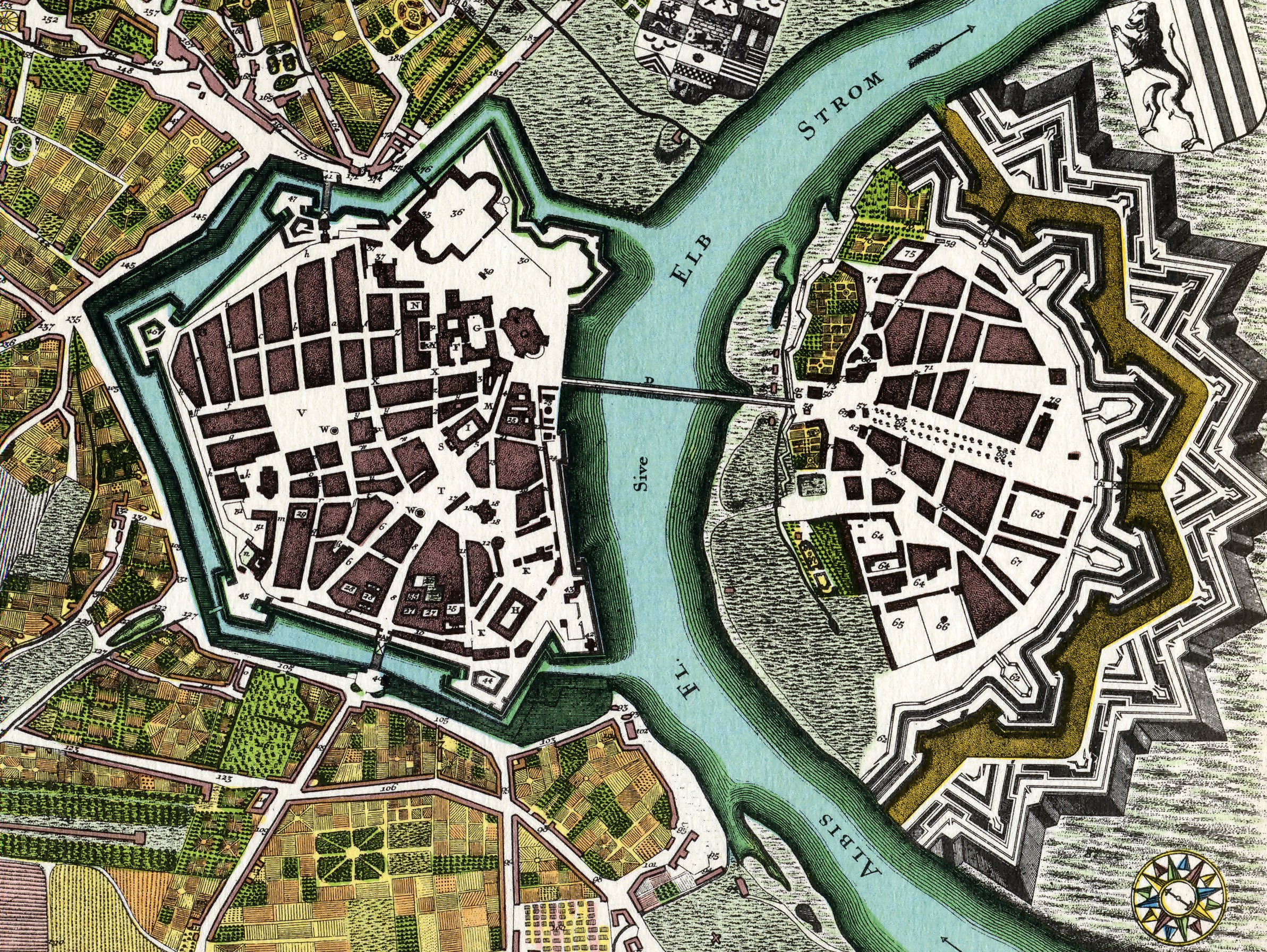
Dresden um 1750: Der Neumarkt befindet sich zwischen dem östlichen Stadttor und der Elbbrücke. (Die Karte ist zur Einnordung um 90° gegen den Uhrzeigersinn zu drehen.)

Im Zeitalter Augusts des Starken wandelte sich der Platz unter dem Einfluss des Dresdner Barock. Der Bebauung am Neumarkt ging die völlige Neugestaltung Altendresdens zur Neuen Königlichen Stadt am anderen Elbufer voraus. Durch einen verheerenden Stadtbrand konnte diese mit symmetrischen Straßenzügen und stilreinen Gebäuden bebaut werden. Sowohl in den kurfürstlichen Bauwerken, als auch an den bürgerlichen Häusern, bildete sich der Dresdner Barock heraus. Am Neumarkt wurden im Frühbarock einzelne Wohnhäuser umgestaltet, andere verblieben im Stil der Renaissance. Der Grundriss des Platzes verblieb in seiner ursprünglichen Form: Um die gotische Frauenkirche befand sich ein ausgedehnter Friedhof. Friedrich August und die Bürgerschaft ergriffen erste Regulierungen der Bebauung, die vor allem die Traufhöhen betrafen.
Trotz Aufgliederung der Gemeinde auf neue Kirchen im Umland Dresdens war das gotische Bauwerk mittlerweile zu klein geworden. Von 1726 bis 1743 entstand deshalb die barocke Frauenkirche mit ihrer markanten Sandsteinkuppel anstelle der gotischen Kirche. Mit Fertigstellung der Kirche wurden erstmals Eingriffe in die Platzbebauung erwogen, um die Wirkung der Kirche zu verstärken. So wurde der Abriss der Altstädter Wache, die den Platz mittig teilte, geplant, aber noch nicht vollzogen.
Im Siebenjährigen Krieg, während einer Belagerung im Juli 1760, wurde die Kuppel der Frauenkirche Ziel eines preußischen Artilleriebeschusses. Die Kirchkuppel wurde stark beschädigt, blieb aber erhalten. Die umliegende Wohnbebauung sowie die Altstädter Wache und das Gewandhaus fielen dem Beschuss zum Opfer. Die schon vorher als störend angesehenen Gebäude wurden abgerissen und die umschließende Bebauung vollständig im Stil des Rokokos bzw. Spätbarocks wiederhergestellt.

### 19. Jahrhundert
Später kam es nur zu vereinzelten Änderungen an Gebäuden. Das Johanneum wurde fortlaufend weiter verändert und erhielt erst 1872 seine endgültige Form. Mit der Auflösung der Stadtmauer schloss sich an das Neumarktareal in unmittelbarer Nähe die Pirnaische Vorstadt an. Am Anfang des 19. Jahrhunderts wuchs Dresden vor allem durch die Anlage der Dresdner Vorstädte. Die Innenstadt nahm immer mehr den Charakter eines historischen Stadtkerns an.

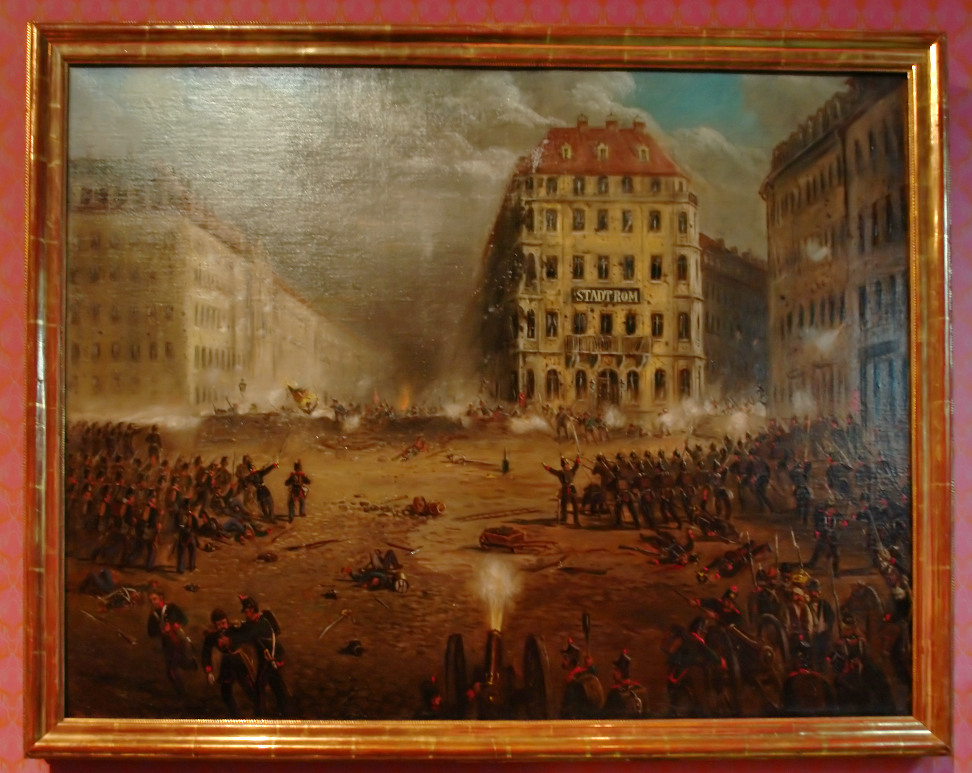
Der Neumarkt (im Hintergrund das Hotel Stadt Rom) war Mittelpunkt des Dresdner Maiaufstands 1849

Als eine der letzten Auseinandersetzungen der Märzrevolution kam es 1849 zum Dresdner Maiaufstand, der darauf abzielte, den sächsischen König zu stürzen. Während des Aufstands war der Neumarkt durch die Nähe zum Zeughaus der Dresdner Garnison, das von den Revolutionären eingenommen wurde, das Zentrum der Barrikadenkämpfe.
Erst preußische Truppen ermöglichten es dem sächsischen König Friedrich August II. nach Dresden zurückzukehren. Bei der Rückeroberung der Stadt kam es auf dem Neumarkt zu Gefechten zwischen Revolutionären und den preußischen und sächsischen Armeen. Die Fassaden der Neumarktbebauung wurden dabei beschädigt.
König Albert veränderte die Bebauung im Neumarktgebiet am Ende des 19. Jahrhunderts noch einmal durch den neoklassizistischen Bau der Kunstakademie und der Umgestaltung des Zeughauses zum Albertinum. Im Gegensatz zum südlich angrenzenden Innenstadtgebiet um die neu entstandene König-Johann-Straße blieb die bürgerliche Architektur des Platzes weitestgehend vom damals vorherrschenden Eklektizismus verschont, sieht man vom Abriss des (nunmehr rekonstruierten) Hôtel de Saxe und dessen Ersetzung durch das pompöse Postamt ab.

### 20. Jahrhundert

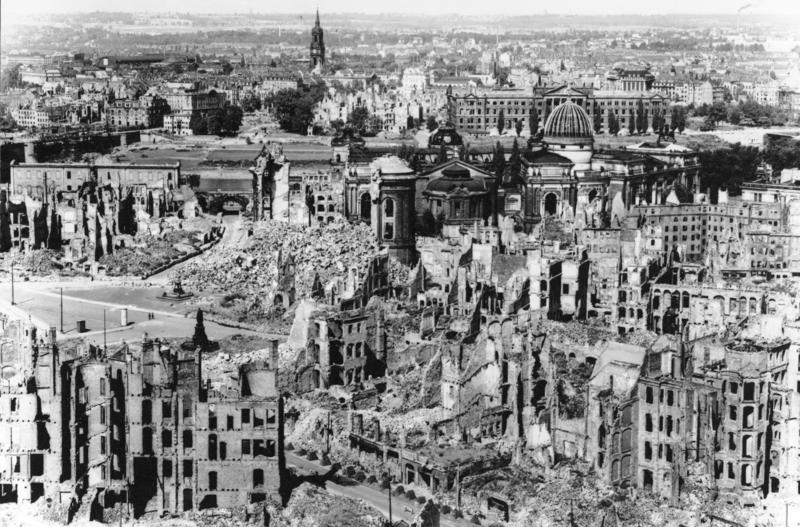
Zerstörtes Neumarktgebiet 1945. In der Bildmitte die Frauenkirchruine, links der Neumarkt. Im Hintergrund ist der Turm der Dreikönigskirche auf der anderen Elbseite erkennbar.

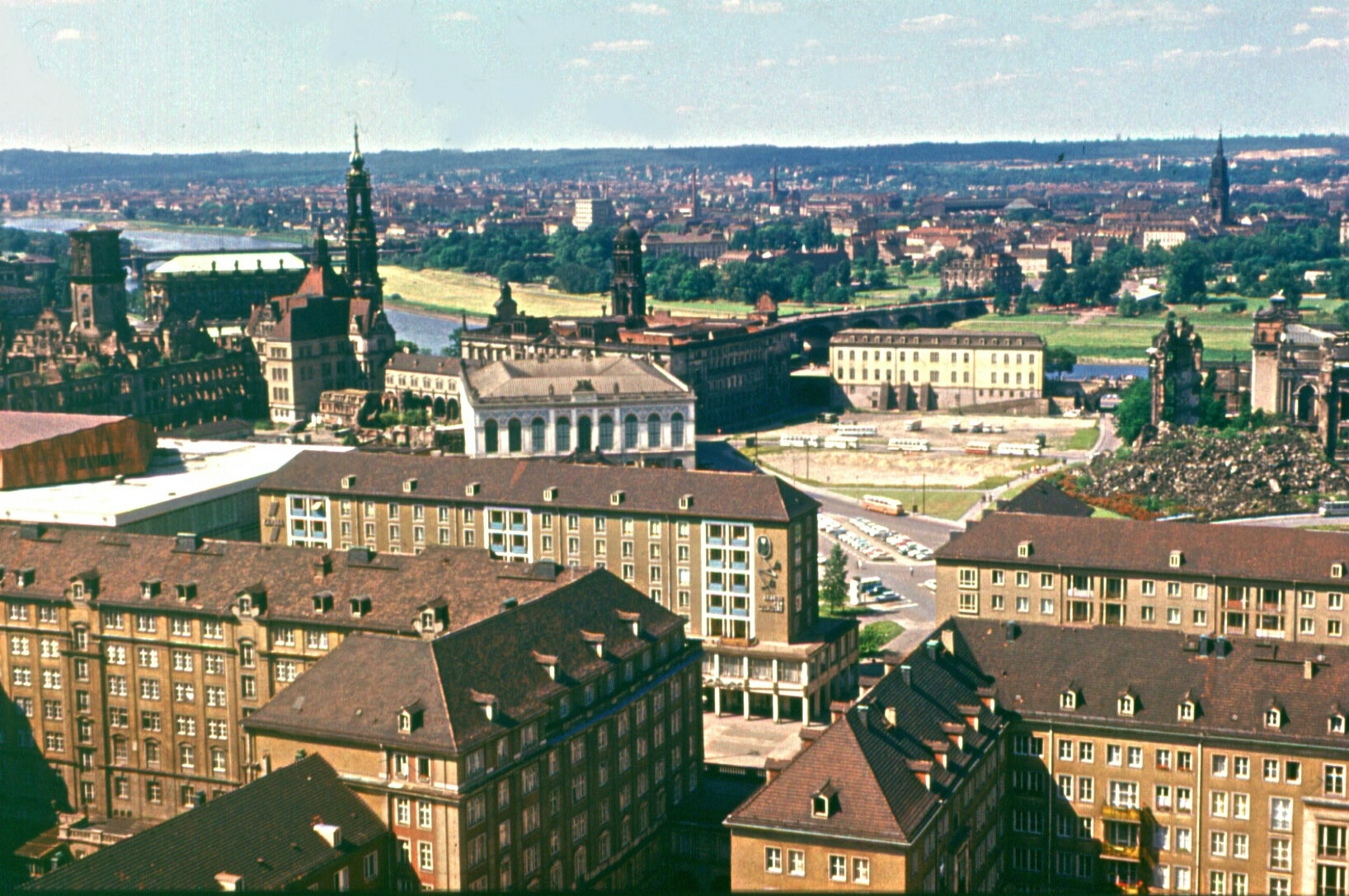
Farbfoto vom fast leeren Neumarkt mit Johanneum und Ruine der Frauenkirche (rechts), 1972 (Blick vom Rathausturm)

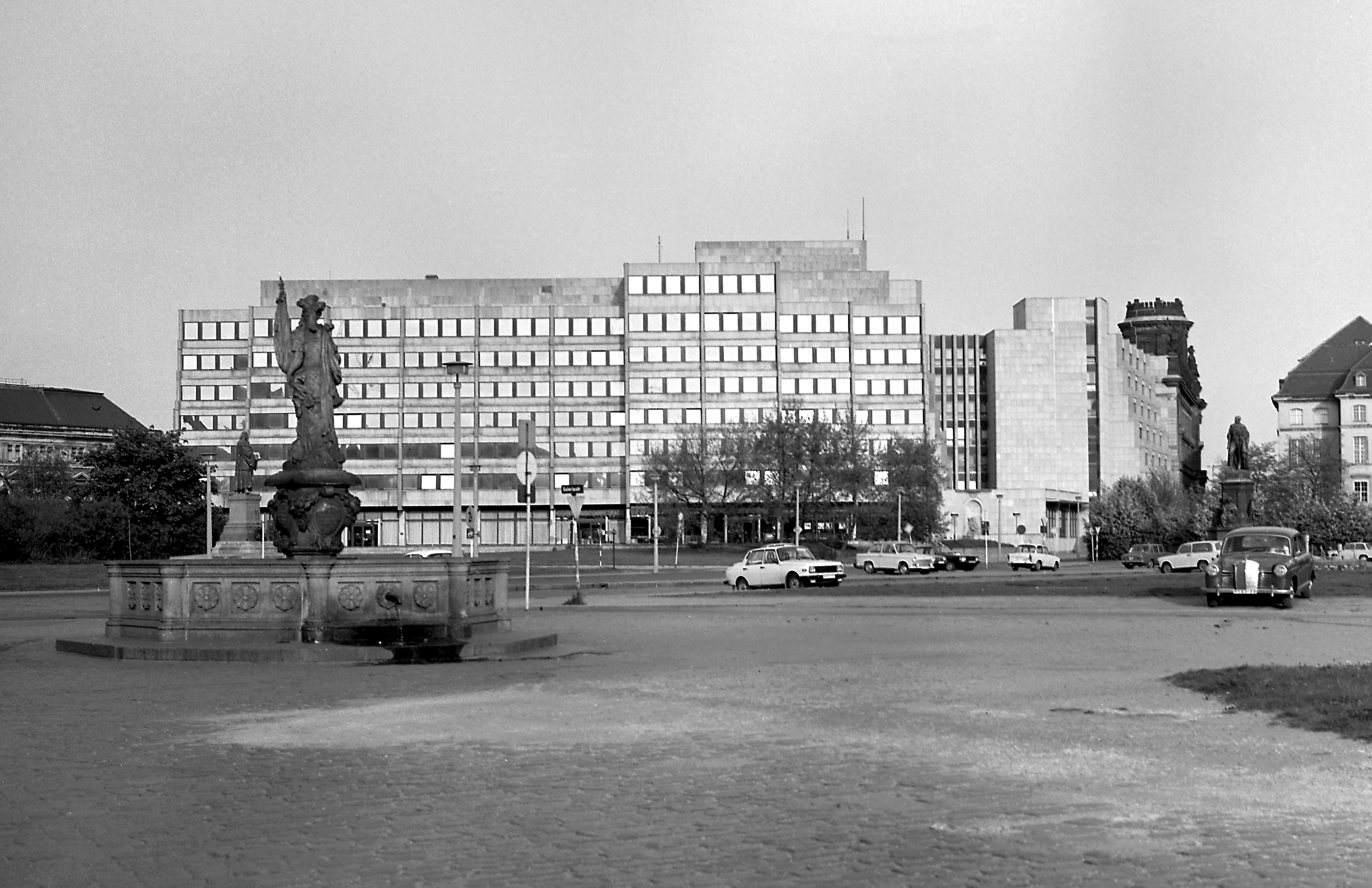
Der Neumarkt mit dem Polizeipräsidium, 1986

Durch die Luftangriffe auf Dresden am 13., 14. und 15. Februar 1945 wurde die Bebauung des Neumarkts weitestgehend zerstört. Nach der Beseitigung der Trümmer blieben nur Teile eines der vier Treppentürme und der Choranbau der Frauenkirche sowie die Umfassungsmauern des Johanneums von der historischen Bebauung bestehen. Die Trümmer wurden aus der Innenstadt geräumt und die weitestgehend erhaltenen Keller verfüllt. Durch den Wiederaufbau der südlichen Innenstadt änderte sich vor allem der Straßengrundriss. Die Ernst-Thälmann-Straße (heute: Wilsdruffer Straße) wurde als drastische Verbreiterung der seit dem Ende des 19. Jahrhunderts bestehenden Verbindung (Wilsdruffer Straße/Altmarkt/König-Johann-Straße) zwischen Pirnaischem Platz und Postplatz quasi neu angelegt. Der Trümmerberg der Frauenkirche sollte beräumt werden, dieses Vorhaben wurde jedoch nach Protesten aus der Bevölkerung und wegen fehlender Finanzen fallen gelassen. Wenig später wurde die Ruine offiziell zum Mahnmal gegen den Krieg erklärt.
Während die Rekonstruktion der Gebäude des sächsischen Hofstaats wie Zwinger oder Katholische Hofkirche schon kurz nach dem Krieg initiiert wurden, blieb der Neumarkt für viele Jahre frei von Bebauung. Erst 1969 wurde der Kulturpalast als Abtrennung zwischen Alt- und Neumarkt eröffnet. Etwa zur selben Zeit wurde der Wiederaufbau des Johanneums abgeschlossen. Dem historistischen Polizeipräsidium wurde 1979 ein stufenförmiger Plattenbau angefügt. Ab 1980 wurde noch zu Zeiten der DDR eine historisierende Wiederherstellung der Umgebung des Neumarktes mit dem Fernziel des Neubaus der Frauenkirche diskutiert, zum Teil geplant und in Ansätzen realisiert: An der Töpferstraße begann Ende der 1980er Jahre der Bau des postmodernen Hotels Dresdner Hof (Hilton Dresden), daneben entstanden postmoderne Plattenbauten mit Wohnungen. Die Umsetzung der ehrgeizigen Ziele wurde durch die Wirtschaftskrise in der kollabierenden DDR verhindert. Siehe Gliederung, siehe Planungen 1977 bis 1994
Durch die deutsche Wiedervereinigung und den Ruf aus Dresden nach einem Wiederaufbau der Frauenkirche wurde eine Neubebauung des Neumarktes möglich.
Ab 1999 betrieb „Tempo-Fritz“ († 2016) auf dem im Wiederaufbau befindlichen Neumarktareal vor dem Verkehrsmuseum einen Imbiss in einem roten Tempo-Mobil; durch seine Art avancierte er dabei zum Stadtoriginal.

### Ausgrabungen und Archäologie
Die Großflächenenttrümmerung erfolgte in der Regel nur bis maximal 20 Zentimeter unter Geländeoberfläche, Keller wurden anschließend beräumt und verfüllt. Im Zuge der Baufeldberäumungen konnten nunmehr diese Keller im Untergrund des Neumarkts untersucht werden. Weitere Objekte von Interesse waren die alte Stadtfestung und das Frauentor sowie der Friedhof der alten Frauenkirche.
Eine Besiedlung des Gebiets um die Frauenkirche ist bereits um 700 vor Christus über Siedlungsspuren nachweisbar. Nach längerer Pause entstand im 12. Jahrhundert eine städtische Siedlung, die dann in einer ins Jahr 1206 datierten erhaltenen Urkunde als „Dresdene“ erwähnt wurde. Anfangs bildeten die Stadträume um Altmarkt und Frauenkirche wohl noch eine geschlossene Siedlungsfläche.
Quer durch das Neumarktviertel verlief spätestens Ende des 13. Jahrhunderts die älteste Stadtmauer; erst als einfache Mauer, dann als Zwingerbauwerk angelegt. Ihr vorgelagert war ein Wassergraben, über den am Frauentor eine Holzbrücke führte. Überraschend fanden sich bei den Ausgrabungen Reste der Stadtmauer mit dem erhaltenen Frauentor, der vorgelagerten Brücke und daneben eine weitgehend erhaltene Barbakane, eine halbkreisförmige Bastion. Sämtliche dieser Strukturen wurden nach der Erforschung abgerissen, um einer Tiefgarage Platz zu machen.
Ebenfalls gefunden wurden Überreste eines angestauten Sees. Archäologen schließen daraus, dass in der Siedlung vor der Stadtmauer vor allem Mühlenhandwerk angesiedelt war. Funde im Schlick des verlandeten Sees deuten zudem auf Metallverarbeitung hin. Schon bei der Eingliederung der Flächen nach Dresden war der See verlandet und die Abführungsgräben verfüllt. An Stelle des Sees wurden einfache Holzhäuser in Fachwerkbauweise gebaut, die im Falle der Stadtverteidigung abgerissen werden konnten, um dem Belagerer keine Deckung zu bieten.
Um die romanische Frauenkirche befand sich ein Friedhof, der ebenfalls untersucht wurde. Unterschiede zeigten sich vor allem im Aufwand für die Bestattungen zwischen Spätmittelalter und Barock. Zwar konnten vereinzelt Särge des Spätmittelalters gefunden werden, die meisten Toten wurden aber nur im Leichentuch und mit aufgelegtem Holzkreuz begraben. Aus der Lage der Toten und der wenigen Grabbeigaben wird geschlossen, dass es sich bei diesen um slawische Christen handelt. Gräber des Barock unterscheiden sich durch ihre aufwendigeren Grabbeigaben wie Goldringe oder Totenkronen. Der Friedhof war bis zu seiner Schließung 1715 eng belegt.

## Bebauung
Bedingt durch Kriegszerstörungen und die folgenden großflächigen Beräumungen entstanden zwischen 1951 und 1963 rund um die Ruine der Frauenkirche, deren Erhalt erst 1962 beschlossen wurde, große Freiflächen. Lediglich die Bauten an der Brühlschen Terrasse wie Sekundogenitur, die Kunstakademie, das Ständehaus und das Albertinum sowie im Nordwesten das Johanneum bildeten gen Norden einen Abschluss, im Westen erstreckte sich die Freifläche, abgesehen von der Bebauung mit dem Kulturpalast bis zur Schloßstraße. Gen Süden bildete die in den 1950er entstandenen Bebauung der Wilsdruffer (damals Ernst-Thälmann-) Straße den Abschluss, gen Osten erstreckte sie sich bis zum Polizeipräsidium.

### Planungen bis 1977
Das bis 1963 beräumte und so baulich in den Grenzen vorhandene Areal war seit 1946, dem  „Großen Dresdner Aufbauplan“ mehrfach Gegenstand städtebaulicher Planungen. Während in diesem die Wiederherstellung der Platzkanten und geschlossenen Bebauung angedeutet ist, wurde dies in den 1950er Jahren zunehmend verlassen. Mit der Dominanz eines 100 Meter hohen „Kulturhauses“ wurde auch die Raumbildung des Neumarktes aufgegeben. Während noch 1957 Kurt Röthig Platzkanten anhand der früheren Neumarktbebauung vorschlug, wurde offiziell bereits im Jahr darauf das gesamte Areal als Freifläche definiert. Anfang der 1960er Jahre werden die Architekten Georg Funk, Leopold Wiel und Rolf Göpfert mit Bebauungsstudien beauftragt, sie schlagen Einzelhaus- und Quartiersbebauungen, losgelöst vom historischen Grundriss, vor, die schließlich 1965 in den Vorschlag einer Zeilenbauweise im Osten, Süden und Norden mündet und so auch in den Generalbebauungsplan der Stadt Dresden einfließt. Dieser wird schließlich 1969 öffentlich bekannt und wartet mit zahlreichen Hochhausplanungen in der Dresdner Innenstadt insgesamt auf.

### Planungen 1977 bis 1994
Im Rahmen eines Wettbewerbes zur Rekonstruktion des Neumarktes und rund um den Neumarkt wurde 1977 erstmals die Gigantomanie der 1960er Jahre verlassen: Arbeiten von Kurt Milde, Kurt W. Leucht, der Kunsthochschule Berlin und des Montage- und Tiefbaukombinates Dresden zeigen erste Ansätze zu einem, einem Wiederaufbau der Frauenkirche angemessenen Umgang mit einer Neumarktbebauung, die allerdings durch den rüden Anbau an das alte Polizeipräsidium, orientierend an den Baukanten des Generalbebauungsplanes von 1968, überschattet wird.
Im Juli und August 1981 findet das „Dritte Internationale Entwurfsseminar“ statt und hat den Neumarkt zum Thema: Architektenkollektive der UdSSR, Polens, Ungarns, der ČSSR, Bulgariens, Jugoslawiens und der DDR arbeiten zu diesem Thema. Dessen Ergebnisse sollten gemäß Beschluss des Rates der Stadt Dresden vom 22. September 1980 nie öffentlich publiziert werden, finden aber 1982 dennoch den Weg in die Öffentlichkeit. In diesem Seminar wird erstmals die Rekonstruktion des Kanzleihauses, des Coselpalais’ und der Frauenkirche ins Gespräch gebracht, wobei deren Wiederaufbau „… die volkswirtschaftlichen Möglichkeiten [bis 1990, d.Verf.] übersteigt. Jedoch ist bei der städtebaulichen Gestaltung die Möglichkeit des Wiederaufbaus zu berücksichtigen.“ Fünf der Bearbeiterteams rekonstruieren den historischen Grundriss oder suchen sich ihm anzunähern. Während dieser Arbeit wird der Begriff der Leitbauten für diese Gebäude erstmals kreiert.
Im März und August 1983 findet der zweite städtebauliche Wettbewerb statt, nunmehr auf dem Entwurfsseminar 1981 basierend. Neben Kanzleihaus und Coselpalais werden nunmehr weitere Bauten zugefügt.
Nach der Wende und der Wiedervereinigung legte der damalige Dezernent für Stadtentwicklung 1991 das „Planungsleitbild Innenstadt – Entwurf“ vor, das sich klar zur Wiederherstellung der Raumkanten am und um den Neumarkt bekennt. Beschlossen 1994 nach mehreren Änderungen, die allerdings nicht das Neumarktgebiet betrafen, war damit – neben dem zwischenzeitlich begonnenen Wiederaufbau der Frauenkirche – gesichert, dass die städtebauliche Gestalt des Neumarktes wiedergewonnen werden soll.

### Planungen ab 1994
Die Erweiterung aus DDR-Zeiten in Plattenbauweise (1976–1979) wurde von März bis Juli 2005 abgerissen. Nicht zuletzt langjährige Meinungsverschiedenheiten über den Wiederaufbau verzögerten eine Bebauung des Neumarkts. Die Kontroverse um die Bebauung thematisiert dabei nicht nur Fragen und Ansprüche an die Architektur, sondern auch philosophische Aspekte der Rekonstruktion zerstörter Gebäude sowie den Umgang mit Gegenwartskunst. In den 1980er Jahren wurde der Gedanke der sogenannten „Leitbauten“ entwickelt: ein Wiederaufbau jener gut dokumentierten Gebäude, die kulturhistorisch und städtebaulich von besonderem Wert sind (beispielsweise Dinglingerhaus oder Kopfbau Rampische Straße 33).
Eine nicht rechtskräftige Gestaltungssatzung für das Neumarktgebiet in aktueller Fassung vom 1. März 2002 sieht in den acht Quartieren auf über 100 zu bebauenden Parzellen mehr als 60 Leitbauten und zu rekonstruierende Fassaden vor. Gebäude, die weder den Status von Leitbauten haben, noch deren Fassade nach historischem Vorbild zu gestalten vorgesehen ist, sollen sich harmonisch einfügen und mit Putzfassade zurückhaltend zeitgenössisch (in dem Sinne postmodern) gestaltet werden. Im Sommer 2015 waren etwa 60 % der einstigen Parzellen bereits wieder bebaut, weitere Projekte waren zu der Zeit im Bau (Quartier IV „Frieseneck“, Quartier VII.2) bzw. in Planung (Quartier III / Palais Hoym, Quartier V.2, Quartier VI). Die Neubebauung des Neumarkts soll in der ersten Hälfte der 2020er abgeschlossen werden.[veraltet]
Die Rekonstruktion des historischen Neumarkts wurde 2009 vom Bundesverkehrsministerium mit dem Nationalen Preis für integrierte Stadtentwicklung und Baukultur ausgezeichnet.

### Profan- und Sakralbauwerke
Zentrales und wichtigstes Gebäude am Neumarkt ist die Frauenkirche, an der sich der Platz in südlicher Richtung ausrichtet. Die Kirche wurde an ihrem alten Ort und so weit wie möglich mit authentischem Baumaterial rekonstruiert. Der bürgerlich-barocke Kuppelbau entstand zwischen 1726 und 1743. Die Höhe der senkrechten Mauern der Kirche bzw. der Anker der Kuppel definieren am Neumarkt die Traufhöhen der umliegenden Bebauung. Außer an der Südseite ist die Kirche eng umbaut.
Im Westen wird der Jüdenhof als Teilfläche des Neumarkts vom Johanneum begrenzt, was als ehemalige Wagenremise zum Residenzschloss gehört. Mehrfach in der Geschichte umgebaut und mit neuartigen Baustilen überbaut, zeigt es mit einer klassizistischen Hauptfassade zum Neumarkt. Markant ist die Englische Treppe, an der sich der Eingang zum Verkehrsmuseum Dresden befindet. An das Neumarktareal grenzt der Osteingang zum Stallhof des Schlosses.
Nordöstlich des Neumarkts befindet sich die Kunstakademie, die den kleinen Platz An der Frauenkirche abschließt. Sie wirkt auf den Platz vor allem durch ihre Glaskuppel.

### Quartier I, ehemals als Quartier QF bezeichnet

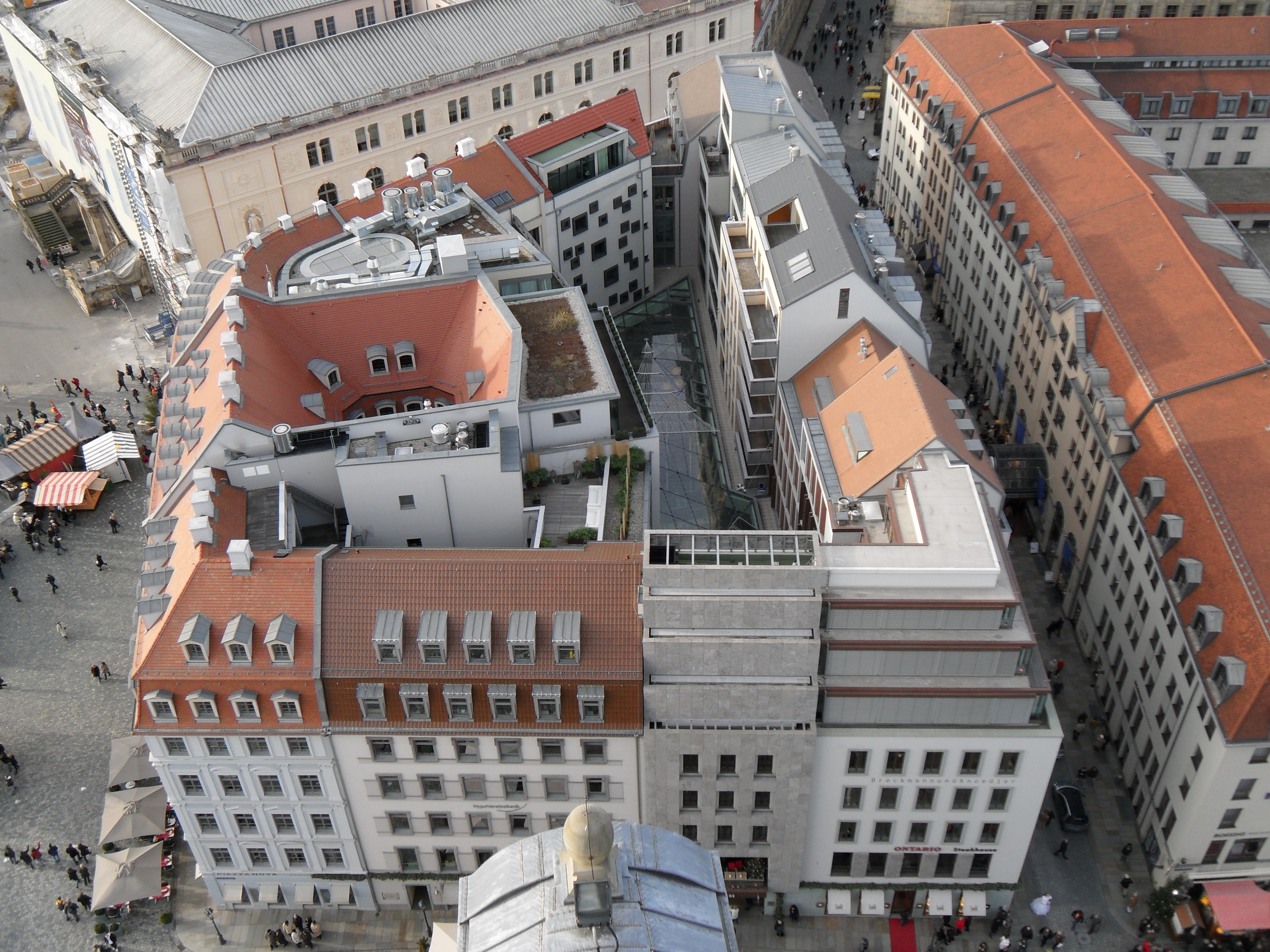
Quartier I zwischen Johanneum und Frauenkirche: Haus Neumarkt 3 (links, Fassadenrekonstruktion) neben modernen Fassaden, dahinter der Leitbau Neumarkt 2 mit rekonstruiertem Lichthof

Das erste Quartier („Quartier an der Frauenkirche“, viele Jahre „Quartier QF“, nach Nummerierung dann „Quartier I“), errichtet 2005/2006 durch die Bauherrengemeinschaft Arturo Prisco, Kai von Döring und Kondor Wessels, wird im Osten durch den Platz An der Frauenkirche und im Norden durch die Töpferstraße begrenzt. Südwestlich läuft die Augustusstraße im spitzen Winkel auf die Töpferstraße zu. Die südliche Häuserfront begrenzt den Neumarkt. Das Areal setzt sich aus eigentlich drei Parzellen zusammen und deutet über die Fassaden mehrere Häuser an. Der einzige Leitbau des Quartiers ist das Haus Neumarkt 2, das auf der Linken von zwei Häusern mit Fassaden nach historischem Vorbild umgeben ist und einem solchen Haus auf der Rechten. Auffällig ist das links benachbarte Haus Neumarkt 1, am Übergang zur Augustusstraße mit seiner bogenförmigen Fassade (ehemaliges „Hotel Stadt Berlin“). Im Quartier befinden sich etwa 50 Geschäfte, Restaurants und Bars, daneben viele Büroflächen und 27 Wohnungen.
Nach Fertigstellung der ersten Gebäude wurde festgestellt, dass die ausgearbeitete „Gestaltungssatzung“ nicht befolgt wurde, denn es entstanden mehrere Betonbauten mit Steinverkleidungen ohne die geforderte Putzfassade. Vor allem direkt gegenüber der aus Sandstein wiedererrichteten Frauenkirche fallen zwei Bauten auf, da die Fassade des einen Gebäudes zu etwa einem Drittel aus Glas besteht, des anderen aus grauen Verblendungsplatten, die in der Häuserflucht hervorstehen. Dabei ist allerdings in Rechnung zu stellen, dass eben die „Gestaltungssatzung“ 2002 im Entwurf zwar fertiggestellt war, jedoch nie Rechtskraft erlangte bzw. erlangen konnte, was allerdings auch dem damaligen Bau-Beigeordneten Gunter Just bekannt war, dieser diese rechtlichen Bedenken jedoch als Architekt konsequent ignorierte.
Das Quartier und dessen glasüberdachter Innenhof warfen Kritik an der Bauqualität auf (siehe Kritik an der Umsetzung).

### Quartier II

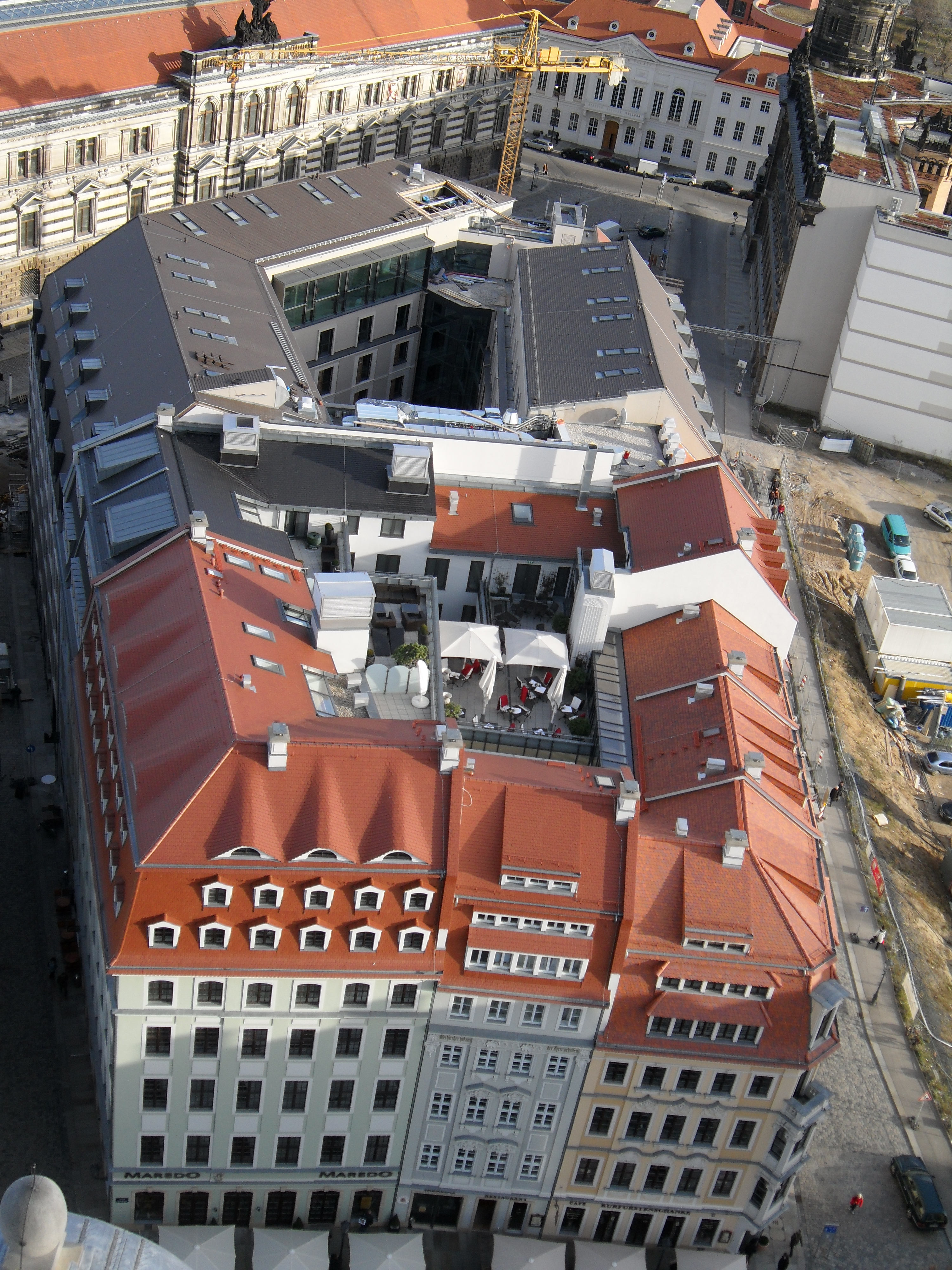
Quartier II vor Albertinum und Kurländer Palais: „Haus zum Schwan“ (links, Leitbau), Haus Rampische Straße 1 (rechts, Leitbau), „Haus zur Glocke“ (dazwischen, Fassadenrekonstruktion)

Das Quartier II befindet sich östlich der Frauenkirche zwischen Salzgasse und Rampischer Straße. Es ist dem Neumarkt bzw. dem Platz An der Frauenkirche nur über drei Gebäude zugeneigt und erstreckt sich an beiden Gassen in die Tiefe in Richtung Tzschirnerplatz. Das nördlich der Salzgasse gelegene Coselpalais gehört nicht mehr zum Quartier und wurde bereits vor diesem in den Jahren 1998–2000 rekonstruiert.
Das Quartier II wurde zwischen 2004 und 2014 in mehreren Abschnitten durch fünf verschiedene Bauherren wiederaufgebaut.
Von 2004 bis 2006 erfolgte durch die VVK Dresden die Errichtung des in seiner Grundform etwa quadratischen westlichen Quartiersbereichs, zur Aufnahme von Gastronomie, Einzelhandel, Büroflächen, Wohnungen und eines Hotels. Rekonstruiert wurden dabei die Fassaden der drei Häuser an der Frauenkirche bzw. die ersten vier Häuser in der Rampischen Straße, darunter „An der Frauenkirche 13“ („Haus zum Schwan“, nördliches Eckhaus) sowie Rampische Straße 1 (südliches Eckhaus) und 7. Dabei wurde vor allem darauf geachtet, dass die Fassaden in ihrem ursprünglichen Erscheinungsbild aus dem 18. Jahrhundert wiederentstehen, welches durch die berühmten Stadtansichten Bernardo Bellottos (genannt Canaletto) dokumentiert wurde.
Einen Höhepunkt des Dresdner Barocks stellt die besonders bewegte Fassade des Hauses Rampische Straße 7 dar. Es wurde 1715 von dem Maurermeister Georg Haase errichtet und ist geprägt durch überreiche Fensterverdachungen über profilierten Sandsteineinfassungen mit betontem Schlussstein. Auf die Wiederherstellung der Innenstrukturen wurde verzichtet. In der Salzgasse entstanden zwei Neubauten nach dem Entwurf des Architekten Walter Köckeritz, die schlicht modern interpretiert wurden. Sie erhielten eine traditionelle Putzfassade, Ziegeldach und hochstehende Fenster mit vom Putz abgesetztem Gewände.
Östlich anschließend entstand zwischen 2008 und 2010 durch die Fibona Investmentgesellschaft auf ursprünglich sieben Parzellen der Rampischen Straße und der entsprechenden Länge der Salzgasse ein Hotelbau, dessen Fassade im Wesentlichen modern ausgeführt wurde mit schlichter Putzfassade und abweichend grau gedecktem Mansarddach. In ihren Proportionen stark verändert wiederhergestellt wurden lediglich zwei der historischen Fassaden, nämlich die des Hauses Rampische Straße 9 und die des Leitbaus Rampische Straße 19, welcher einen 1727/28 entstandenen Bau nach einem Entwurf des Zwinger-Architekten Matthäus Daniel Pöppelmann nachbildet, obwohl ursprünglich die Planung der Stadt die Rekonstruktion von vier historischen Fassaden vorgesehen hatte. Anstelle der Fassade des Hauses Rampische Straße 21 wurde eine teilweise mit Steinverblendung versehene schlicht-moderne Fassade unter einem rot gedeckten Mansarddach verwirklicht; die Fassade des Hauses Rampische Straße 17 ging in der zuerst beschriebenen modernen Hotelfassade auf, sodass diese nach der Ausführung vier frühere Parzellen umfasst.
Vor der Zerstörung 1945 befanden sich in der Salzgasse auf der Länge der Köckeritz-Neubauten sowie des Hotels einfache, angepasste vierstöckige Neubauten aus der Stadtsanierung und -modernisierung Mitte der 1930er Jahre, die die baufälligen niedrigen Gebäude aus dem 18. Jahrhundert an dieser Stelle ersetzten. Die alten Gebäude wurden bereits im 19. Jahrhundert teilweise aufgestockt oder verändert.
Von 2009 bis 2011 errichtete die USD Dresden gemeinsam mit der Fibona GmbH hinter den originalgetreu rekonstruierten Fassaden Rampische Straße 23 bis 27 (ursprünglich um 1715/1720 durch George Haase errichtet) ein hochwertiges Wohnquartier („Palais am Neumarkt“), das sich rückwärtig bis an die Salzgasse erstreckt und dort angepasst moderne Fassaden mit einspringenden Loggien erhielt.
Einen Sonderfall stellte der Wiederaufbau des Hauses Rampische Straße 29 zwischen 2006 und 2010 durch die „Gesellschaft Historischer Neumarkt Dresden“ dar, das einschließlich erhaltenem Kellermauerwerks und der wiederhergestellten Innenstrukturen mit Hof und Treppenhaus als möglichst originalgetreue Rekonstruktion des durch Georg Haase errichteten Baus von 1715/1720 entstand. Im Erdgeschoss wurde zudem eine originale Stuckdecke vom Beginn des 18. Jahrhunderts eingebaut, die aus einem Abbruchhaus in Weißenfels gerettet wurde.
Den Abschluss fand die Neubebauung des Quartiers in den Jahren 2012 bis 2014 mit dem Wiederaufbau des Hauses Rampische Straße 31 und des berühmten Kopfbaus Rampische Straße 33 ebenfalls durch die USD Dresden und die Fibona GmbH als „Palais am Neumarkt II“.

### Quartier III

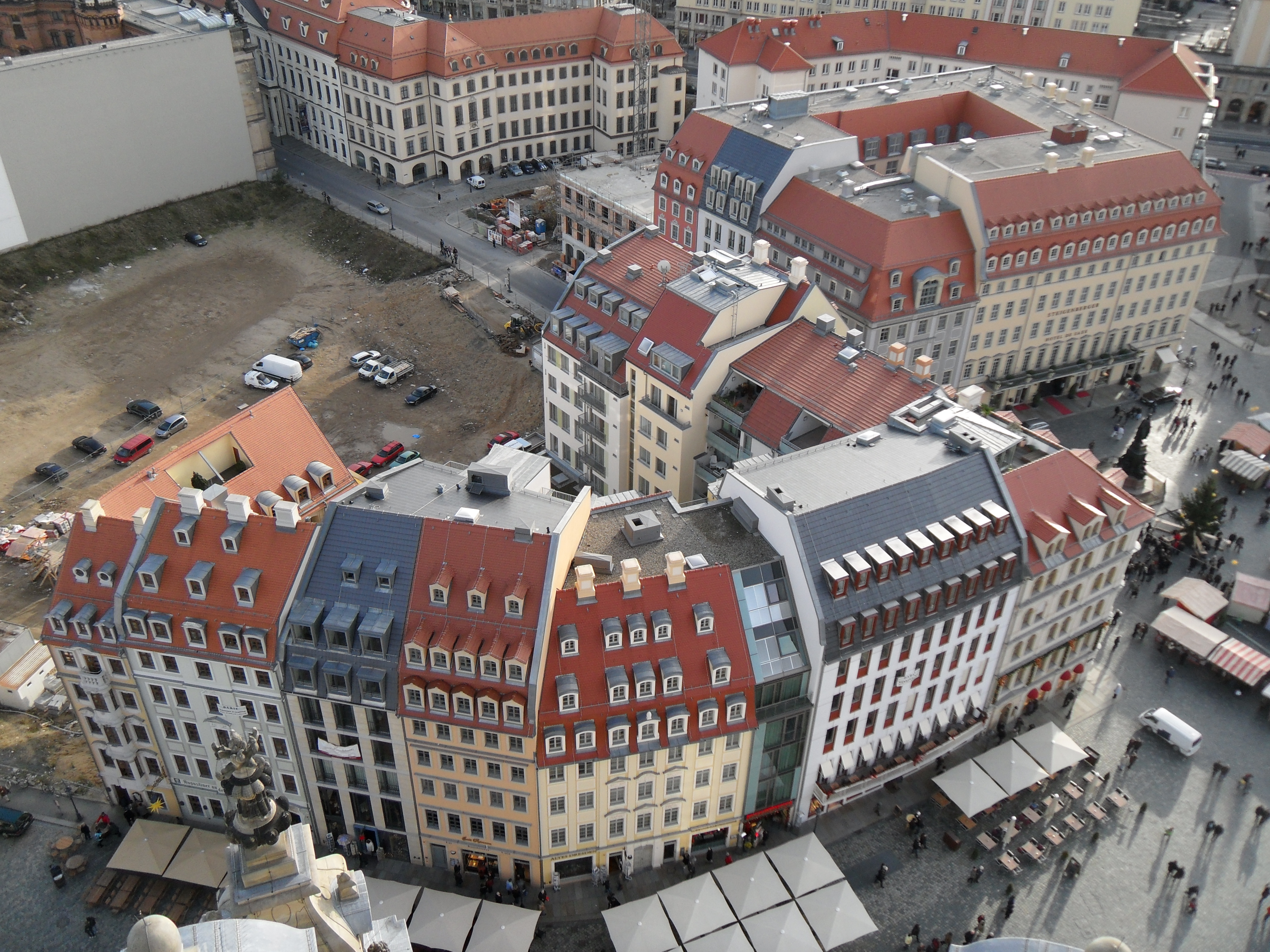
Quartiere III (vorn) und IV: Leitbau An der Frauenkirche 16 (Quartier III, links) sowie Leitbau „British Hotel“ Landhausstraße 6 (Quartier IV, im Bau), jeweils neben gemischter Fassadengestaltung (Zittelsches Haus in der Mitte)

Das Quartier III bildet das größte Bauareal am Platz und schließt an das Polizeipräsidium am Pirnaischen Platz an. Im Süden liegt es an der Landhausstraße, benannt nach dem Landhaus (Stadtmuseum und früherer Sitz des kurfürstlichen Landtags) gegenüber dem Quartier. Das Quartier III ist derzeit nur zum Teil bebaut.
Der Wiederaufbau der Gebäude An der Frauenkirche 16 und 17 (Börnersches Haus) durch einen privaten Investor begann im Sommer 2006 und wurde bis 2008 abgeschlossen. Von Bedeutung ist hier besonders das Wiederaufgreifen der alten Grundrissstrukturen, bei Anordnung um einen einzigen Innenhof sowie die Integration originaler Erkerfragmente am Haus Nr. 16. Im Innenhof kam ein Rokokobrunnen aus der Zeit um 1760 zur Aufstellung, der ursprünglich im Hof des Hauses Moritzstraße 4 stand.
Die Arbeiten an dem sich südwestlich davon anschließenden Teilareal des Quartiers begannen am 13. Dezember 2006. Das durch den Investor Baywobau als „Juwel an der Frauenkirche“ angekündigte Quartier wurde historisch (Fassadenrekonstruktionen: An der Frauenkirche 20, Eckhaus Neumarkt 4, Neumarkt 6 und Neumarkt 7) und in moderner Architektursprache bebaut. Von Seiten der Gesellschaft Historischer Neumarkt Dresden wird die mangelhafte Umsetzung der Rekonstruktionen kritisiert, denn die Fassaden wurden zumeist in Beton gegossen, anstatt eine traditionelle Ziegelbauweise durchzuführen. Zudem wurde die Fassade des Hauses Neumarkt 4 auf das Nebenhaus verdoppelt.
Die Restfläche zum Polizeipräsidium ist die größte noch verbliebene Baufläche am Neumarkt, deren Verkauf an einen potenziellen Bauherren sich aufgrund dieser Nachbarschaft lange Jahre als herausfordernd darstellte. Im Juni 2015 gab der Haupteigentümer Freistaat Sachsen den Verkauf an die CG Gruppe bekannt. Das Palais Hoym ist als Leitbau des Quartiers im Bebauungsplan der Stadt verankert. Der Bauplatz des Palais Riesch wird mit einem neuen Entwurf nach Plänen des Architekten Tobias Nöfer bebaut. Der Baubeginn erfolgte 2018. Die Fertigstellung war für 2022 geplant. Anfang 2021 gab es Spekulationen um einen Bauverzug, in dessen Zusammenhang auch Änderungen in Gesellschaftsstruktur des Eigentümers genannt wurden. Die bis Ende 2023 anvisierte Fertigstellung wurde durch einen mehrstündigen Dachstuhlbrand im Oktober 2023 verhindert.[veraltet]

### Quartier IV

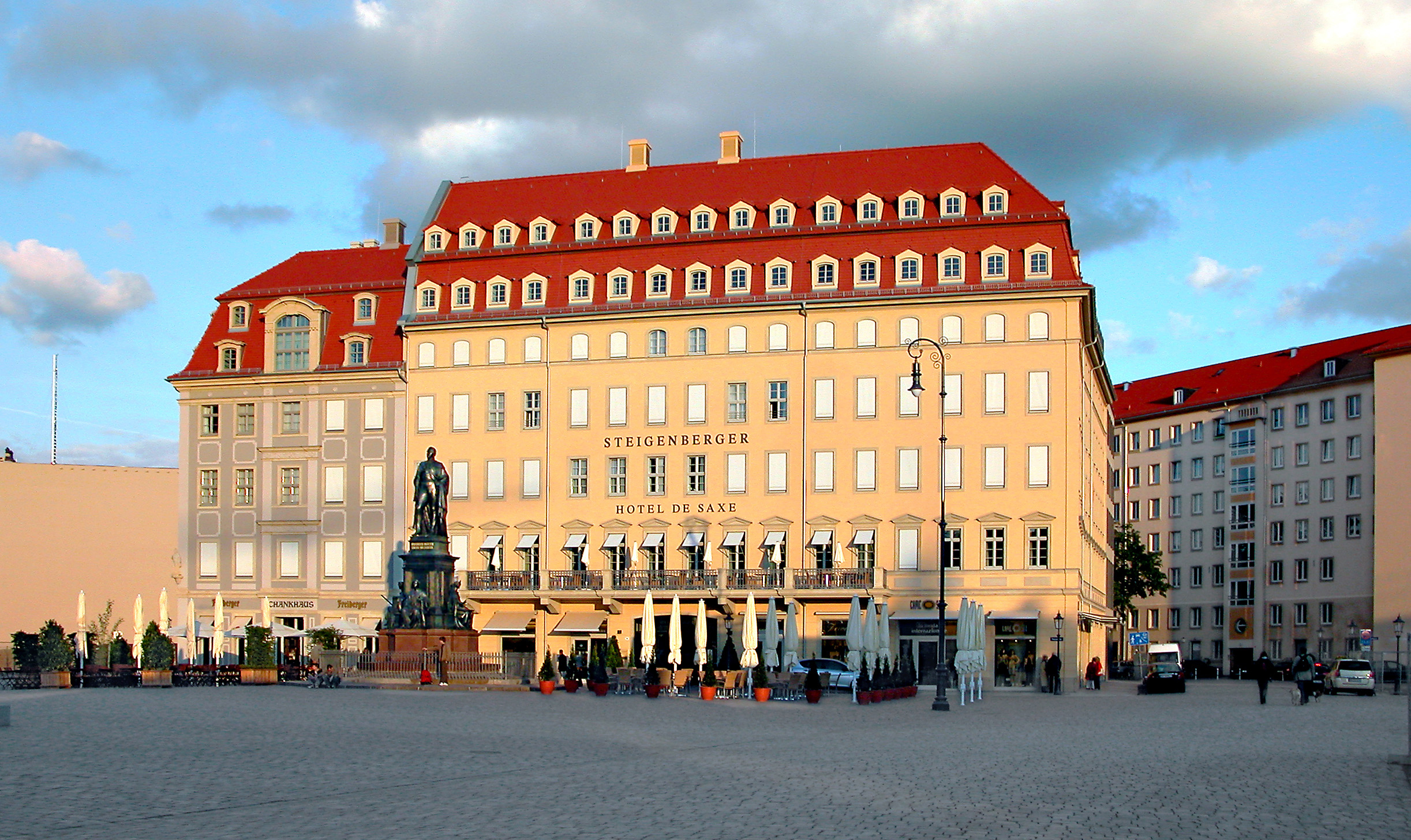
Steigenberger Hôtel de Saxe, Neumarkt 9. Links die ehem. Salomonis-Apotheke, heute Freiberger Schankhaus

Beim Quartier IV, das die Südseite des Neumarkts einnimmt, handelt es sich um das erste wiederhergestellte Neumarktquartier (Bauzeit 2004/2005, Baywobau Dresden GmbH). Mit Ausnahme der wenigen Einzelhändler und des „Freiberger Schankhauses“ im Erdgeschoss wird der Komplex völlig durch das Hôtel de Saxe der Hotelkette Steigenberger genutzt. Die Fassaden zum Platz und zur Landhausstraße hin stellen Rekonstruktionen des teilweise seit 1885 nicht mehr bestehenden Zustands (Hôtel de Saxe) bzw. des Vorkriegszustands (Eckhaus frühere Salomonis-Apotheke Neumarkt 8; Landhausstraße 4 mit Rocailledekor).
Von 2008 bis 2010 erfolgte die Rekonstruktion des Leitbaus „British Hotel“, Landhausstraße 6 (unter Verwendung zahlreicher Originalfragmente) als Ferienresort der Hapimag. Von 2014 bis 2016 ist schließlich das Projekt „Frieseneck“ durch die MMZ Real Estate GmbH (Frankfurt am Main) an der Ecke zur Friesengasse realisiert worden.

### Quartier V

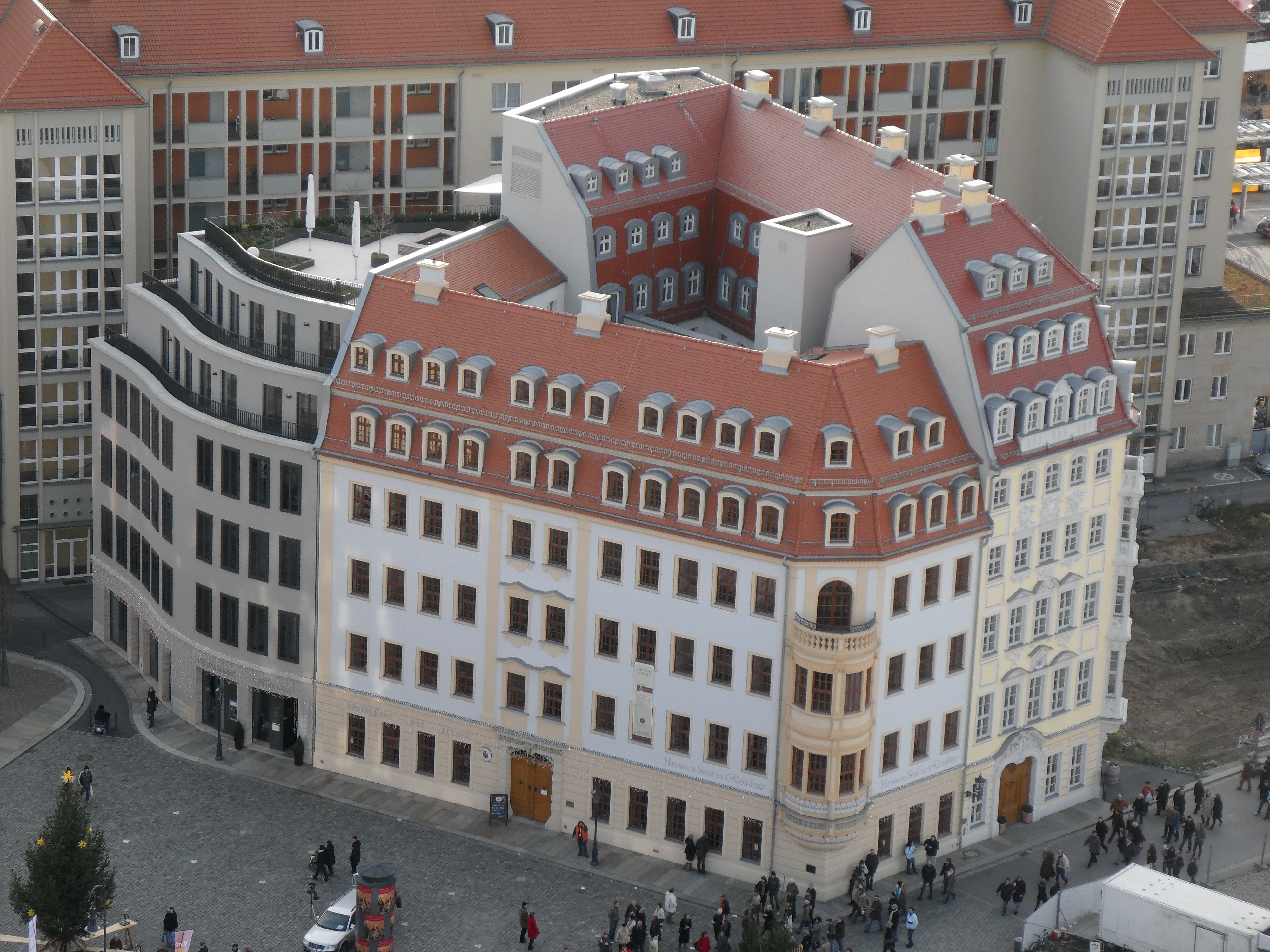
Quartier V: Leitbauten „Köhlersches Haus“ (rechts) und „Heinrich-Schütz-Haus“ mit Anbau

Das vergleichsweise kleine Quartier V liegt ganz im Süden des Areals am Neumarkt. Es wird nördlich von der Frauenstraße und östlich durch die Galeriestraße begrenzt. Im Süden grenzt die Bebauung der Wilsdruffer Straße an. Durchbrochen wird es von der kleinen Schuhmachergasse. Die ersten Bauarbeiten am bereits fertiggestellten östlichen Teilquartier V.2 mit den Leitbauten „Köhlersches Haus“ (Frauenstraße 14) und „Heinrich-Schütz-Haus“ (Neumarkt 12) sowie einem modern gestalteten südlichen Anbau begannen Ende 2007 und wurden 2009 beendet.
Die Neubebauung des westlich anschließenden Teilquartiers V.1 stockte einige Zeit, nachdem erste bekanntgewordene Entwürfe des Investors KIB Projekt GmbH kontroverse Diskussionen zur Folge hatten.

### Quartier VI

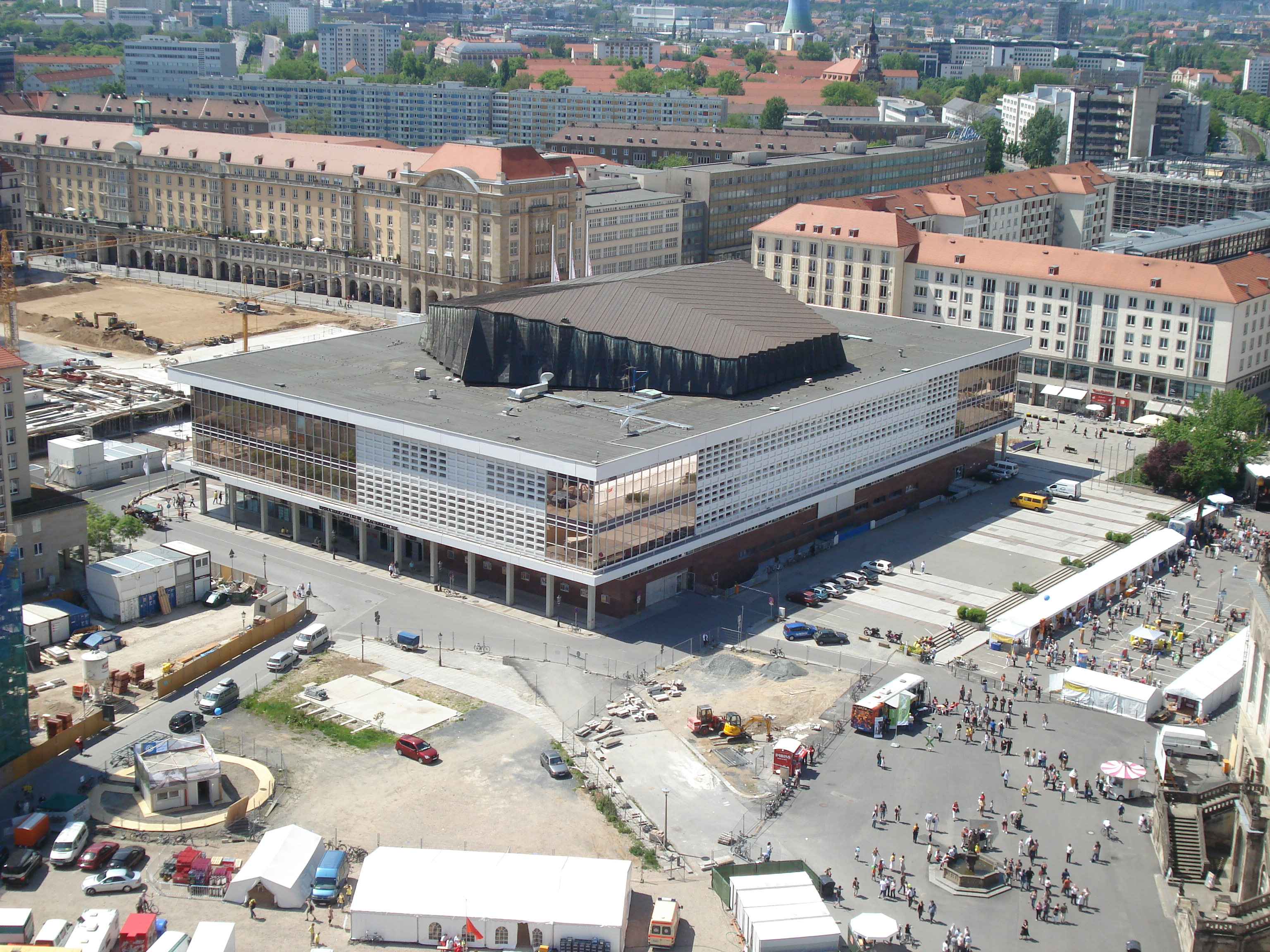
Das Quartier VI wird den Neumarkt räumlich vom Kulturpalast trennen. Im Hintergrund der Altmarkt

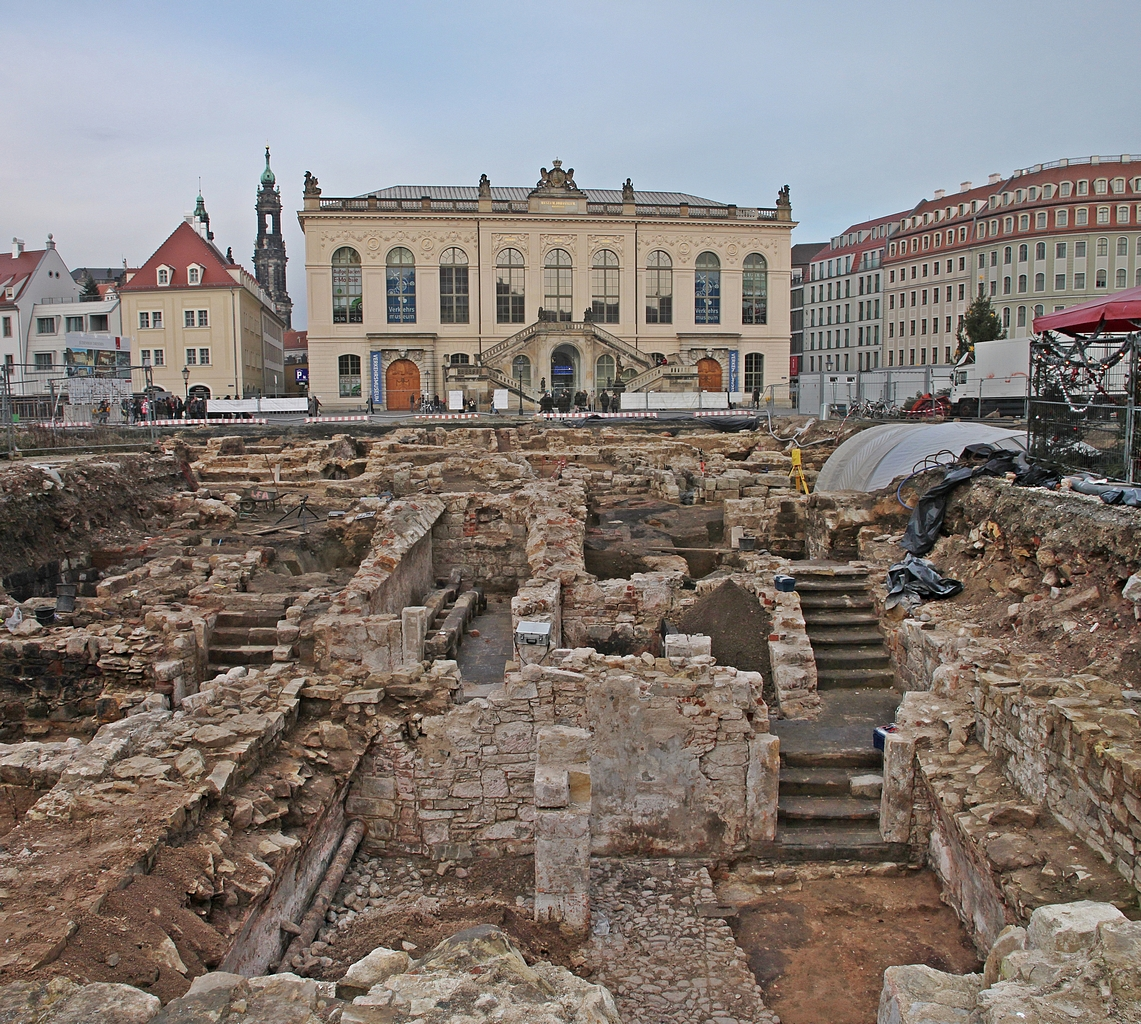
Archäologische Grabungen im Quartier VI im Dezember 2013, im Hintergrund ist das Johanneum zu sehen.

Das Quartier VI (ca. 1.950 m2) befindet sich südwestlich der großen Neumarktfläche und gegenüber dem Johanneum. Es grenzt also den Jüdenhof südlich ein. Die Bebauung des Quartiers wird die Sichtbeziehung zwischen Frauenkirche und Kulturpalast auflösen.

Als Quartier des ehemaligen Gewandhauses war die Fläche einer besonderen Kontroverse ausgesetzt. Die Gesellschaft Historischer Neumarkt sah die Platzwirkung durch das einstmals geplante, eckig und modernistisch in den Neumarkt ragende Gewandhaus gefährdet und argumentierte vehement gegen den Bau. Sie berief sich unter anderem auf ein Schreiben des Oberlandbaumeisters Schwarze von 1762: „Da die Lage des Gewandhauses so beschaffen ist, dass selbiges wegen seines Vorliegens dem Neumarkt Platze großen Übelstand verursacht, so wäre zu wünschen, dass dieses Gewand- und Fleischhaus weggerissen und anderweit platziert würde […]. Durch diese Verlegung würde der Raum des jetzigen Gewandhauses zur Vergrößerung besagten Neumarktplatzes angewendet werden können.“ Das im Siebenjährigen Krieg unbeschädigt gebliebene Gewandhaus wurde 1791 abgerissen, die Platzfront danach begradigt. Der Wegfall des Gebäudes führte zu einer Vereinheitlichung des aus drei Teilplätzen zusammengesetzten Neumarktes. 2007 fand ein Realisierungswettbewerb zum Neubau des Gewandhauses statt, den ein Glas und Putz betonender Entwurf der Gegenwartsarchitektur gewann. Aufgrund der heftigen ablehnenden Reaktionen beschloss der Stadtrat am 3. Juni 2010, die Gewandhausfläche künftig von Bebauung freizuhalten und das Gebäudevolumen stattdessen mittels Baumpflanzung nachzubilden. Der Hauptinvestor des Quartiers, die USD GmbH, stellte die dem Neumarkt zugewandte Fassade in Annäherung an ihre Gestaltung zwischen 1803 und 1945, mit der von Gottfried Semper entworfenen Ladenfront, wieder her. Des Weiteren ist durch die USD die Rekonstruktion zweier Leitbauten (Dinglingerhaus Frauenstraße 9b, Regimentshaus am Jüdenhof) erfolgt. Zwei kleinere Grundstücke (etwa die Leitfassade des „Chiapponischen Hauses“ Frauenstraße 11 umfassend) befinden sich in Privatbesitz.

### Quartier VII

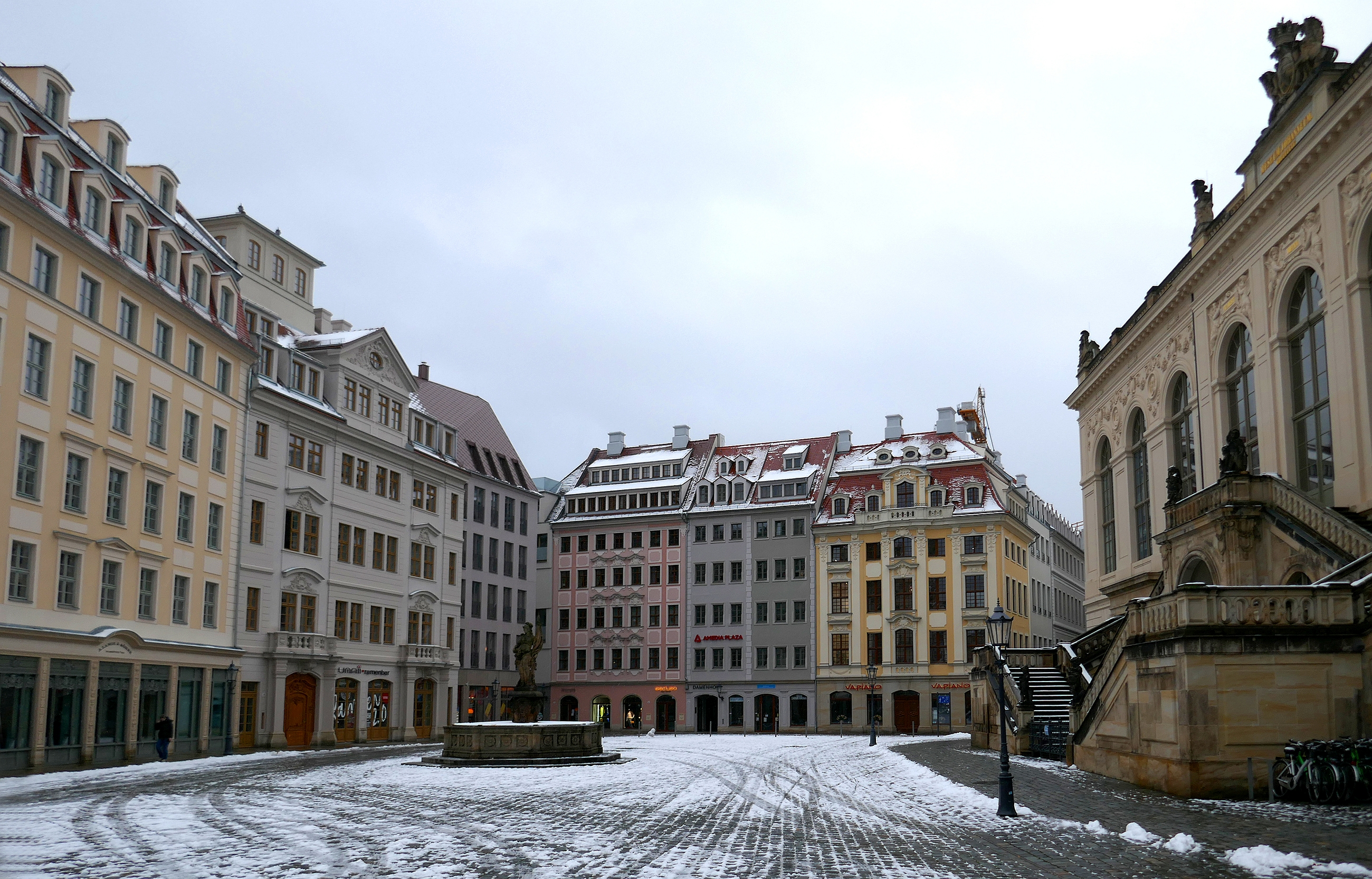
Jüdenhof mit Johanneum, Regimentshaus und Dinglingerhaus (Quartier VII.2, 2019)

Das Quartier VII ist für die Ausbildung der westlichen Platzbegrenzung des Neumarkts, insbesondere jedoch des Jüdenhofs, von eminent wichtiger Bedeutung. Es erstreckt sich bis zur Schloßstraße und wird durch die Schössergasse in zwei Teilbereiche geteilt.
Der Wiederaufbau des zum Jüdenhof gelegenen Quartiers VII.2 durch die Kimmerle Unternehmen begann Ende 2014 (Grundsteinlegung: 26. Februar 2015) und war 2016/17 abgeschlossen. Besonderes Augenmerk wurde hier auf die Rekonstruktion des Dinglingerhauses (Neumarkt 18, vorher Jüdenhof 5) gelegt, des berühmtesten Barockwohnhauses der Stadt. Ebenfalls wiederhergestellt wurden die Fassaden des Trierschen Hauses (Sporergasse 2) und der Gebäude Neumarkt 16 und 17.
Das Teilquartier VII.1 wurde von der Baywobau Dresden GmbH bebaut und am 31. Dezember 2021 übergeben. Neben dem Cäsarschen Haus (Schössergasse 25) wurden mehrere Fassaden an der Schloßstraße wiederhergestellt.

### Quartier VIII
Das 5700 Quadratmeter große Areal zwischen Schloßstraße und Johanneum wurde im Dezember 2007 an die schon in anderen Quartieren am Neumarkt tätig gewordene Baywobau verkauft. Diese hat im westlichen Teilquartier zwischen 2008 und 2012 ein Nobelhotel der 5-Sterne-Klasse errichtet, das Ende März 2012 eröffnet wurde. Östlich der Schössergasse entstanden hingegen Wohnungen (Löwenhof). Leitbauten sind in diesem Areal das Bosesche Haus (Schössergasse 16), das Löwenhaus (Schössergasse 18), das Zechsche Haus (Schössergasse 27) und das Gräfl. Hoffmannseggsche Haus (ehemaliges Wohnhaus Pöppelmanns, Schloßstraße 34). Darüber hinaus sind mehrere historisierende Fassaden in Verbindung mit modernen Fassaden errichtet worden.

### Skulpturen und Denkmäler

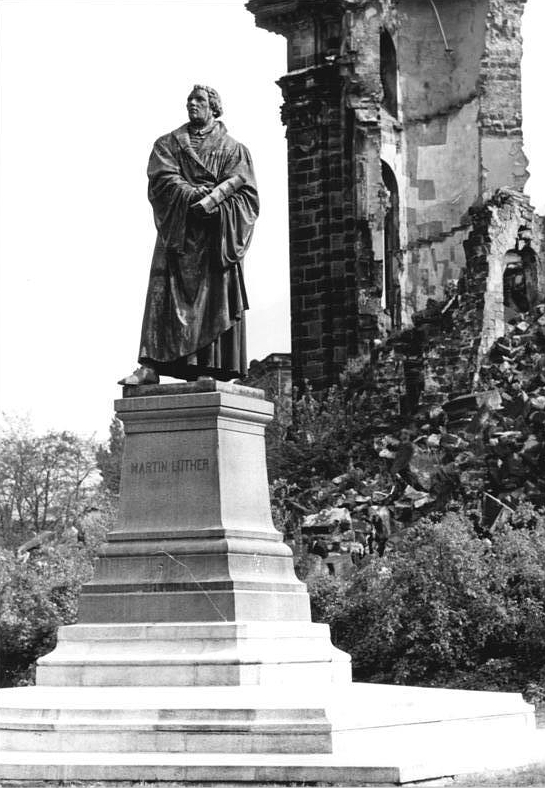
Lutherdenkmal 1983

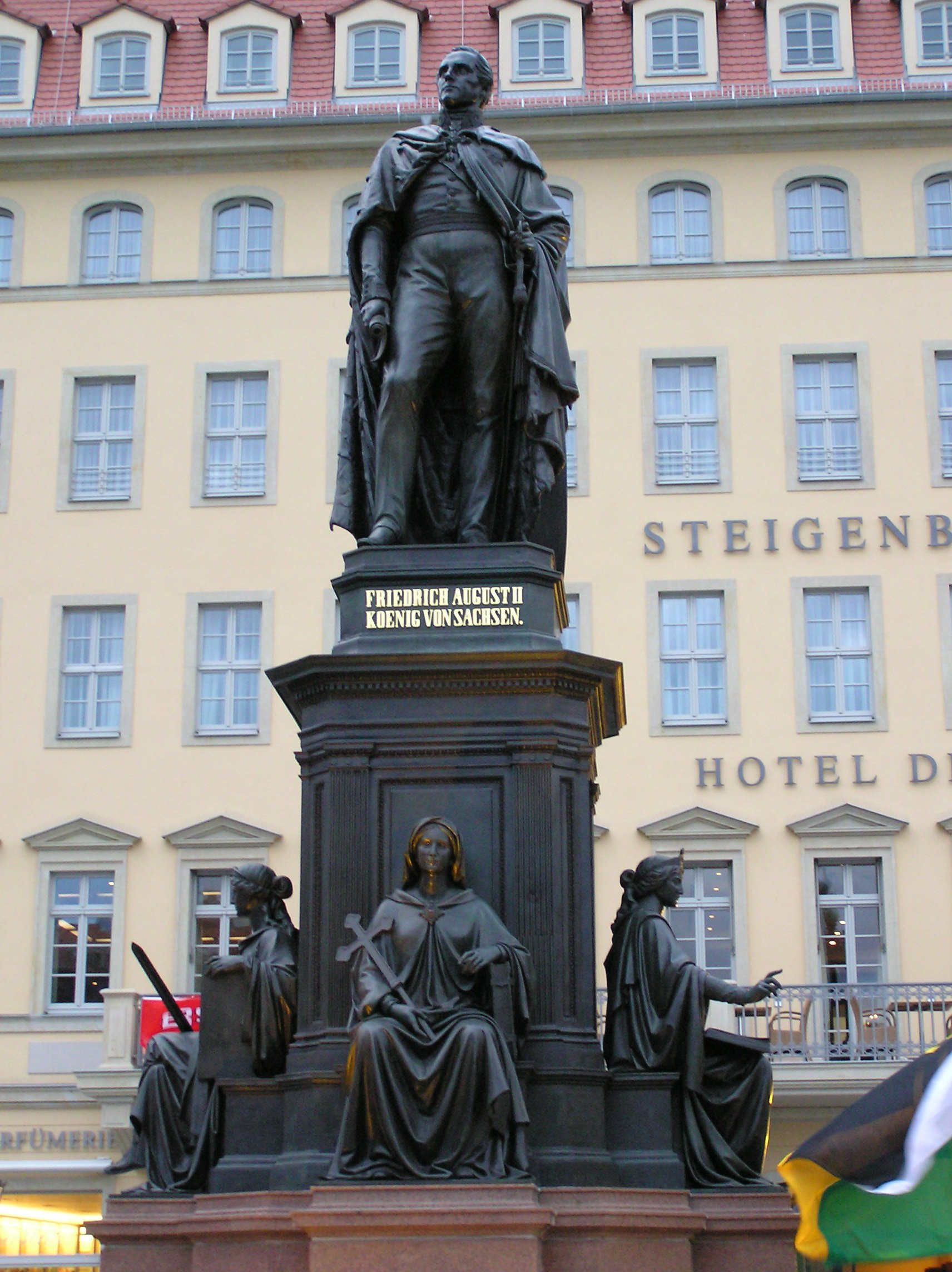
Statue Friedrich Augusts II.

Vor der Frauenkirche steht ein großes Martin-Luther-Standbild, eine bronzene Skulptur von Adolf von Donndorf, die 1885 in der Dresdner Kunstgießerei C. Albert Bierling gegossen und an dieser Stelle aufgestellt wurde. Der Kopf beruht auf einem Tonmodell Ernst Rietschels für das Lutherdenkmal in Worms, das Rietschel für diesen Zweck aber verworfen hatte. Die Bronze fiel 1945 durch die Luftangriffe auf Dresden um, wurde an selber Stelle wieder aufgestellt und seitdem nur zu Sanierungen an andere Orte verbracht.
Vor dem Hôtel de Saxe befindet sich ein weiteres Standbild zum Gedenken an König Friedrich August II. Dieses wurde nach Entwürfen von Ernst Hähnel um 1867 geschaffen.
An der Frauenkirche Richtung Münzgasse wurde ein großes Segment der alten Frauenkirchkuppel aufgestellt. Auf einer Inschrift wird dargestellt, von welchem Teil des Mauerwerks sie stammt. Da im Kuppelbereich nur neues Baumaterial verwendet werden konnte, wird der etwa 3 × 3 Meter große Steinblock als Mahn- und Denkmal genutzt.
Vor dem Johanneum steht der Friedensbrunnen (auch Türkenbrunnen), der an die Teilnahme des Kurfürsten Johann Georgs III. an der siegreichen Schlacht am Kahlenberg erinnert. Neben dem Brunnen befindet sich der im Pflaster eingelassene Krellstein, der an den hingerichteten sächsischen Kanzler Nikolaus Krell erinnert.
Von Februar bis April 2017 stand mit der Installation „Monument“ eine Skulptur des syrisch-deutschen Künstlers Manaf Halbouni vor der Frauenkirche. Drei hochkant installierte Busse sollten im Rahmen des Gedenkens an den 13. Februar 1945 als Mahnmal ein „Zeichen für Frieden, Freiheit und Menschlichkeit“ setzen.

## Kontroverse um die Bebauung

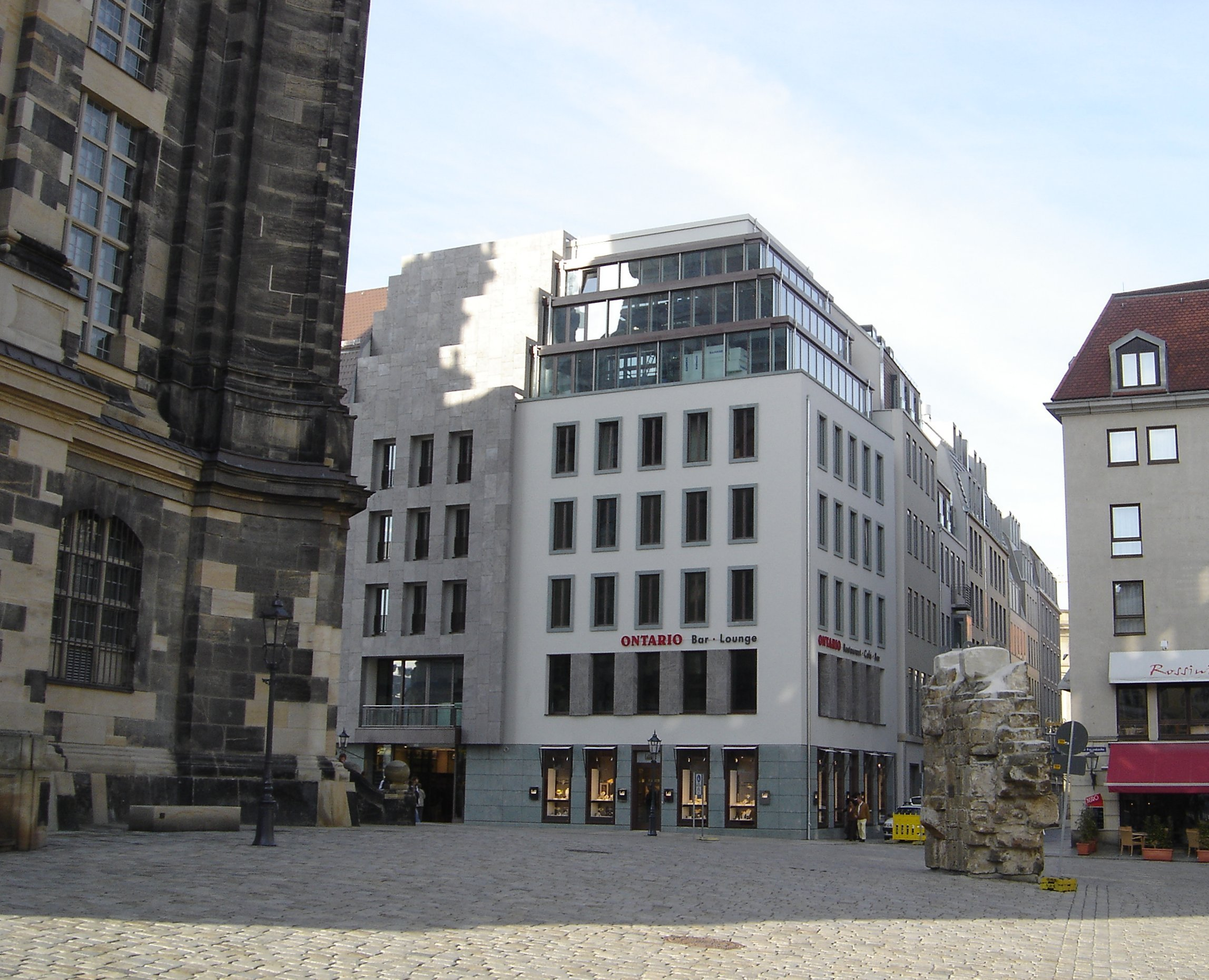
Die Ausführung sowohl der zeitgenössischen als auch der historischen Bebauung der Neumarktquartiere ist umstritten. Im Bild: Eckhaus an der Frauenkirche 3 im Quartier I

Die Bebauung des Neumarkts war nicht unumstritten. Faktisch entschieden wurde sie abschließend durch dessen praktische Fertigstellung am 31. Dezember 2021.
Übereinstimmung bestand und besteht lediglich in der Berücksichtigung der historischen Parzellen und Relationen. Diskussionsgegenstand und -argumentation, insbesondere zur vollständigen Rekonstruktion verlorener Bauwerke, führten auch in anderen Städten zu Kontroversen, zum Beispiel bei der Rekonstruktion der Altstadt von Frankfurt am Main oder des Berliner Stadtschlosses.

### Gesellschaft Historischer Neumarkt Dresden e. V.
Der Verein Gesellschaft Historischer Neumarkt Dresden (GHND) befasst sich mit dem stadtbildprägenden Platz. Ziel des Vereins ist es, dass sich die Neubebauung weithin an historischen Vorbildern orientiert. Der Neumarkt mit seiner früheren Bebauung und Blickbeziehungen sollen wieder erlebbar werden.
Städtebaulich und unter denkmalpflegerisch-kunsthistorischen Aspekten setzte sich die Gesellschaft für die Vorkriegsfassung des Neumarktes ein, welche mit wenigen gründerzeitlichen Veränderungen das Platzbild um 1800 darstellt. Gefordert wurden u. a. eine geschlossene Bebauung unter genauer Beachtung der historischen Straßen- und Platzwände, Blickbeziehungen, eine Orientierung am typischen Dresdner Bürgerhaus sowie eine weitgehende Wiederaufnahme der historischen Parzellengrößen, der Traufhöhen und der Dachlandschaft.
Zur Verwirklichung ihrer Ziele warb die Gesellschaft bei der Dresdner Bevölkerung, der Stadtverwaltung, bei geeigneten Investoren und den Gästen der Stadt mittels Veröffentlichungen, Vorträgen, Symposien, Führungen und stellte ihr Wissen über das Neumarktgebiet anhand von Fotografien, Plänen, Fragmenten, wissenschaftlichen Bearbeitungen sowie baupraktischen Informationen bereit. Der Verein betreibt einen Informationspavillon gegenüber vom Polizeipräsidium, in dem ein Modell des historischen Neumarkts und zahlreiche Schautafeln besichtigt werden können. Dort konnten sich auch ortsunkundige Touristen direkt vor Ort über die Bebauung des Neumarkts informieren. Ein besonderes Anliegen der Gesellschaft war die rechtzeitige Information und Anhörung der Bürgerschaft durch das Dresdner Stadtplanungsamt über anstehende Bauvorhaben und -entscheidungen im Neumarktgebiet.
Sie ist in der Nachfolge derzeit im Rahmen der Planungen für den Bereich des Neustädter Marktes aktiv.
Mit dem Neumarkt beschäftigen sich sogar Vereine in den USA, wie Vision of Europe oder die Friends of Dresden.

### Bürgerbegehren
Die Gesellschaft Historischer Neumarkt Dresden e. V. wollte im Jahr 2002 mit einem Bürgerbegehren einen Bürgerentscheid zur Art und Weise der Neumarktbebauung herbeiführen. Sie konnte nach knapp sieben Monaten rund 68.000 Unterschriften einreichen und übertraf damit das damals in Dresden geltende Unterschriftsquorum (57.000 Unterschriften = 15 % der Stimmberechtigten). Allerdings wurde das Bürgerbegehren von der Stadtverwaltung 2003 wegen Verstoßes gegen die gesetzlichen Richtlinien für unzulässig befunden. Ein Bürgerbegehren dürfe sich lediglich befürwortend oder ablehnend zu einem Bauplan äußern. Eine Abstimmung über die Art und Weise der Umsetzung bestehender Baupläne, wie sie die Frage des Bürgerbegehrens (Abstimmungsfrage: „Wollen Sie den historischen Neumarkt zurück?“) in Kombination mit einem angehängten historischen Entwurf nach Auffassung der Stadtverwaltung impliziere, ginge weit über die Festlegung von Bebauungsplänen oder die Gestaltungssatzung hinaus, verstoße weiterhin gegen das Baugesetzbuch und sei damit unzulässig.

### Positionen

#### Positionen zur Gestaltung

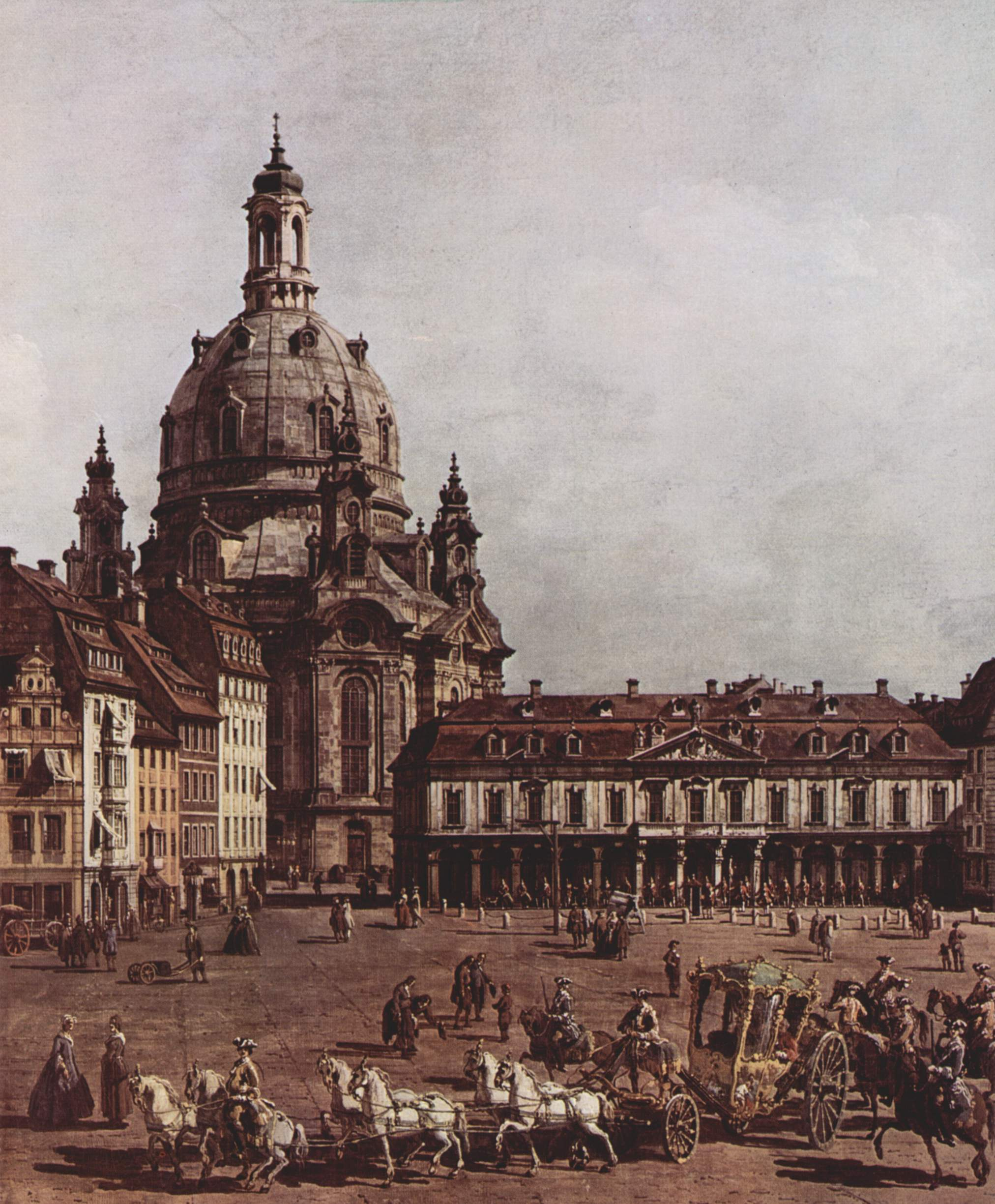
Historische Ansicht um 1750, mit der Hauptwache

Die Gestaltung des Neumarkts rief vor allem in den Jahren 2000 bis 2008, d. h. im Umfeld des Wiederaufbaus der Frauenkirche mehrere Kontroversen hervor, die alle ein zentrales Detail in den Diskussionen zum Dresdner Städtebau thematisierten. Die Sinnhaftigkeit von Rekonstruktionen oder der Stellenwert der Gegenwartsarchitektur am Neumarkt wurden mittels abstrakten Begriffen wie Identität, Authentizität und Individualität erörtert.

##### Identität
Die Gesellschaft Historischer Neumarkt Dresden begründet ihr Anliegen einer Fassadenrekonstruktion kunst- und kulturgeschichtlicher Bauwerke am Platz damit, dass im Wiederaufbau die „letzte Chance“ bestünde, der Stadt ihre „alte Identität“ zurückzugeben, was die „gesichtslosen“ und „funktionalen“ Neubauten der Nachkriegszeit nicht hätten leisten können.
Das Gebiet und Umfeld des Dresdner Neumarktes mit der Frauenkirche wird in der Präambel der Gesellschaft Historischer Neumarkt zu Dresden als ein architektonischer und städtebaulicher Höhepunkt Dresdens definiert. Aus dem Wiederaufbau der maßstabsetzenden Frauenkirche entstehe die Verpflichtung, auch den umgebenden Neumarkt in seinem historischen Bild als städtebauliche Einheit mit seinen kunst- und kulturgeschichtlich bedeutenden Bauten wiederherzustellen. Zu rekonstruieren seien die kunst- und kulturhistorisch wie auch städtebaulich bedeutenden Häuser, die das Gebiet einst prägten. Für Parzellen, für die Hausgrundrisse oder andere Dokumente nicht überliefert sind, seien zeitgemäße, aber dem Charakter der historischen Gebäude entsprechende Lösungen zu verfolgen. Neubauten sollen in ihrer künstlerischen Gestaltung den historischen Maßstab der Platz- und Straßenräume weitestgehend nahekommen.
Dem gegenüber stehen Positionen, die die Identität Dresdens auch anders begründen. Der moderne Kulturpalast, der sich unmittelbar am Neumarkt befindet, wurde 2003 von der „Klasse Baukunst der Sächsischen Akademie der Künste“ als „identitätsstiftender Ort“ und „bauhistorisches Zeugnis“ bezeichnet.

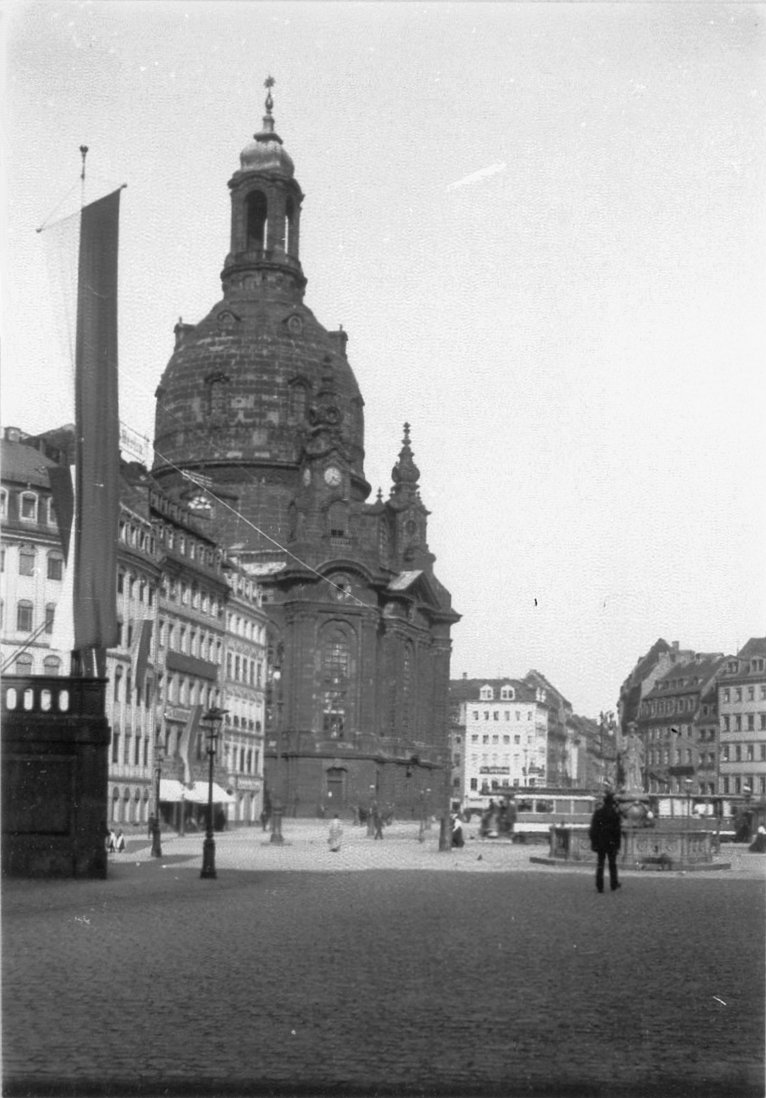
Objekte wie das „Eckhaus Rampische Straße 1“ rechts neben der Frauenkirche werden nicht in den Vorkriegszustand, sondern in einen Zustand, der bereits im 19. Jahrhundert verändert wurde, rekonstruiert; Ansicht um 1910

Der Architekturkritiker Andreas Ruby sah 2000 die Verflechtung von Stadt und Landschaft, auch außerhalb der Innenstadt, als das, was Dresden von anderen Städten unterscheide. Die Frauenkirche, als zentrales Element des Wiederaufbaus, sah Ruby als „gebaute Garantie einer Identität“, die er mit Bauwerken vergleicht, die zuletzt in anderen Städten entstanden. Gleichwohl kritisiert er, dass man diese Identität nicht in der Zukunft, sondern in der Vergangenheit suche. Ruby fragte 2000, ob sich hinter dem Motiv des Wiederherstellens einer Identität durch die „Simulation des barocken Neumarkts“ nicht ein „Bedürfnis nach Vergangenheit“ verstecke. Er sieht in den Neubauten der Nachkriegszeit architektonischen Wert und meint, dass vielleicht schon allein ihre „historische Komplizenschaft mit dem politischen System der DDR [sie] zur architectura non grata“ mache.
Für Ivan Reimann, Professor für öffentliche Bauten an der Fakultät Architektur der Technischen Universität Dresden, war 2007 „[d]ie Sehnsucht nach dem Alten“ nicht nur ein „Ausdruck von Nostalgie“, sondern „Ausdruck einer Suche nach Identität, nach gemeinsamen Werten und Inhalten, nach einer allgemein verständlichen architektonischen Sprache.“ Er erklärt, dass „[d]ie Ablehnung von Geschichte und Formensprachen, die sich über Jahrhunderte entwickelt und legitimiert haben“, zu einem „Zustand der Sprachlosigkeit“ geführt hätten. Daraus schließt er, dass, „[w]enn es nichts Gemeinsames zu vermitteln gibt, bzw. wenn sich das Gemeinsame in einem belanglosen Minimalkonsens aufgelöst hat“, die gebaute, „sich im öffentlichen Raum manifestierende Vergangenheit das Einzige“ bliebe, dem alle Bedeutung beimessen würden können. Die „Kopie der Vergangenheit“ als Versuch einen Konsens bezüglich einer gemeinsamen Beimessung von Bedeutung herzustellen, bezeichnet er als „auf [den] ersten Blick widerspruchslose Illusion“, die die „widersprüchliche Wirklichkeit“ ersetzen solle.
Peter Kulka meinte 2010, historisierendes Bauen vermittle die „Identität der Vorfahren“, nicht die eigene. Darin sah er die große Gefahr, „dass dadurch Geschichtsfälschung zumindest aber Verzeichnungen passieren“. Tieferliegende Ursachen für den Willen nach Rekonstruktion sah er darin, dass Geschehenes ungeschehen gemacht werden solle, sowie in Schuld und Verdrängung. Weitere Ursachen sind für ihn Mythos, verlorene Identität und versuchte Heilung.
Der in Dresden geborene Schriftsteller Ingo Schulze nahm in seinem 2006 zum 800-Jahr-Jubiläum Dresdens erschienenen Essay Nachtgedanken eines aus dem Ort Gefallenem, ebenfalls die Auffassung von einem kulissenhaften Stadtraum an und fragte kritisch: „Was ist das für ein Geist, der aus Dresden ein Märchen machen will, und es damit der Gesichts- und Geschichtslosigkeit preisgibt?“

##### Authentizität
Andreas Ruby warf 2000 dem Streben nach historischem Wiederaufbau vor, dass es aus der „lebendigen Sequenz ihrer Geschichte“ einen Zustand auswählen und zum „eigentlichen Wesen“ Dresdens erklären würde. Dass ausgerechnet die Epoche des Barocks als wiederherstellungswürdig gesehen wird, hänge nach Ruby damit zusammen, dass diese über die Veduten Bernardo Bellottos „extensiv“ bebildert ist und damit „das heutige Dresden-Bild maßgeblich […] geprägt“ habe. Die Gesellschaft Historischer Neumarkt Dresden hält dieser Haltung entgegen, dass die Platzaufteilung des spätbarocken Neumarkts nach Korrekturen, die durch den Siebenjährigen Krieg, insbesondere die Belagerung 1760 bedingt waren, im Vergleich zum „unübersichtlichen“ Neumarkt des Frühbarock einen „Klang von Harmonie und Klarheit“ hätte entfalten können.
Ruby verglich die Situation am Dresdner Neumarkt mit einer Simulation Venedigs in der Hotelanlage Venetian Resort Hotel am Las Vegas Strip und fragt, ob diese authentisch sein könne. Den häufig analog zu Las Vegas gezogenen Vergleich mit Disneyland kritisiert das Mitglied der Klasse Baukunst Jürgen Paul. Er verwirft den Vergleich und meint, dass „der Unterschied zwischen Disneyland (oder einem historischen Themenpark) und dem Dresdner Neumarkt“ sei, „dass Disneyland eine ortlose, klischeehafte Erfindung“ sei, während am Neumarkt versucht würde, einen „authentischen historischen Ort als gebautes Bild“ zurückgewinnen zu können.
Auch Peter Kulka sah 2010 am Neumarkt einen Bruch zwischen Äußerlichkeit und innerer Funktion der Architektur: „Da wo am Dresdner Neumarkt einst das Zentrum aus Parzellen von Bürgerhäusern bestand, entsteht heute hinter Attrappen von Bürgerhausfassaden – zum Teil als Leitbauten deklariert – eine ganz andere Welt aus Passagen, Hotels und – noch mal Hotels.“ Er meint, dass diese auf „Leinwände projiziert[en]“ Gebäude mit den historischen Strukturen nur wenig gemein hätten und in „maskenhaft erstarrten Zügen“ kulissenhaft wirkten.
Thomas Will, Professor für Denkmalpflege und Entwerfen an der Technischen Universität Dresden, verneinte 2001, dass es sich bei der Rekonstruktion der Fassaden um Denkmalschutz handele. Er sieht zwar „Umgebungsschutz“ um den Monumentalbau Frauenkirche als Aufgabe der Denkmalpflege, allerdings sieht er in den Schutzbestimmungen der Denkmalpflege nicht verankert, wie die (gegenwärtig in Teilen) noch nicht vorhandene Umgebung neu zu erbauen sei. Er kritisierte die positivistische Auffassung, „verlorene Kulturdenkmäler kraft moderner Wissenschaft und Technik weitgehend ebenbürtig reproduzieren zu können“, da sie seiner Auffassung nach diesen Kulturdenkmälern ihre Geschichtlichkeit absprechen würde und sie die „Autorität des historischen Originals“ leugnen und es zur Imitation freigeben würde. Weiterhin bemängelte Thomas Will im Jahr 2007, dass „[l]ediglich die Baugesetze des 18. Jahrhunderts und die Ausdrucksformen der damaligen Baumeister […] zurückersehnt [werden], ganz so, als ob diese mit dem übrigen nichts zu tun hätten.“ Daraus folgert er, dass man „die historische Architektur zum reinen Bildschmuck und die heutige gleich mit dazu“ degradiere.
Der Architekturhistoriker Wolfgang Schäche sah 2000 dagegen keine rationalen Argumente, die den Nachbau historischer Gebäude ausschließen können. Er relativierte den Begriff der Authentizität dadurch, dass Kulturgüter durch „subjektive Aufmerksamkeit“ erhalten werden müssen. Daraus schloss er, dass auch das „auf diese Weise Konstruierte“ „mit der real nicht mehr nachvollziehbaren Vergangenheit“ nicht deckungsgleich sein müsse. Das Verständnis von irreversibler Authentizität kritisierte er als ein Gleichnis mit dem biologischen Leben. Die Verneinung der Wiedergeburt eines Hauses sah er durch die Ablehnung einer „unvorstellbare[n] Infragestellung der göttlichen Ordnung“ begründet. Damit werde, so Wolfgang Schäche, „jeder Wiederaufbau eines einmal ausgelöschten Gebäudes zur Glaubensfrage und jeder rationellen Argumentation entzogen“.

##### Gegenwart

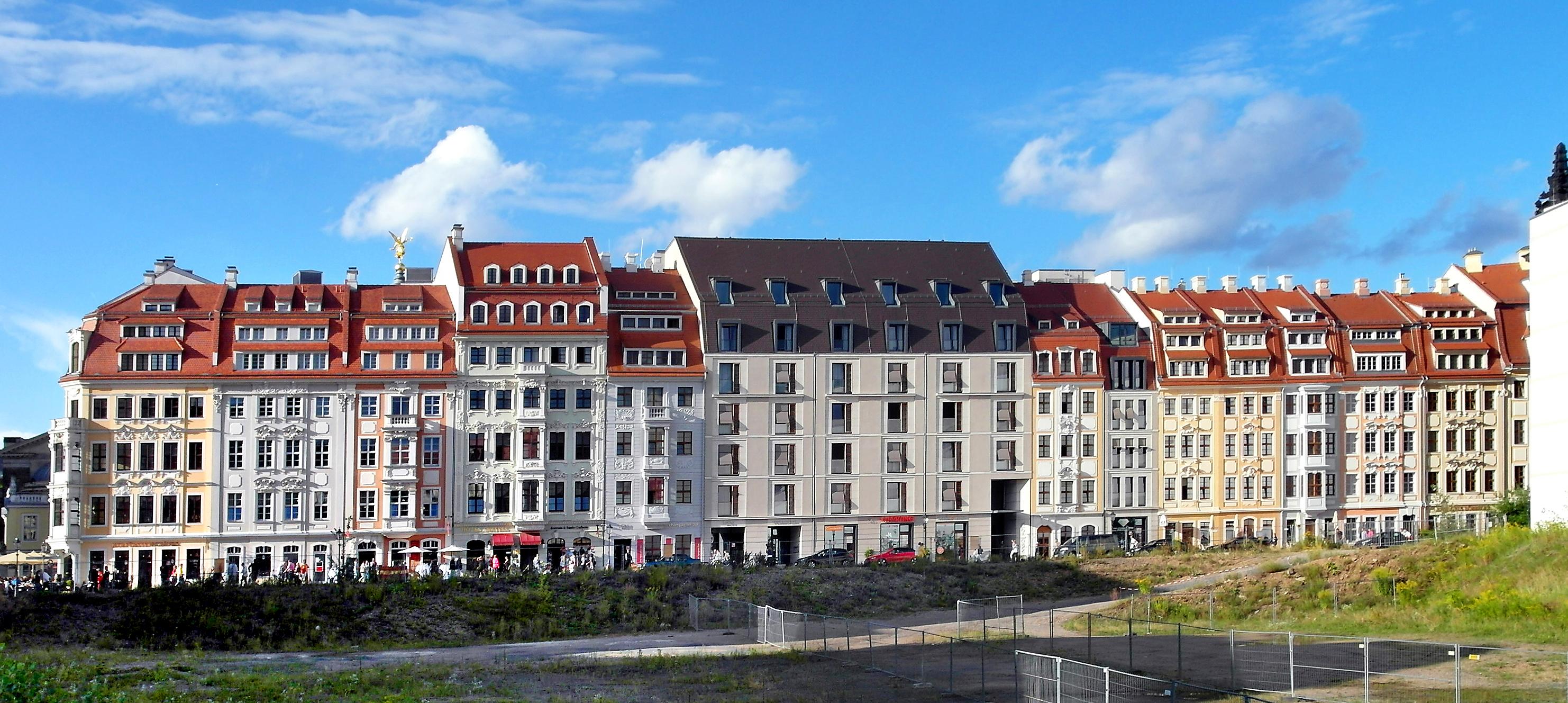
Rampische Straße

Thomas Will kritisierte 2007 in Bezug auf die Kontroverse um das Neue Gewandhaus die Argumentation gegen zeitgenössisches Bauen: 
Eine Angst vor dem Neuen erkannte Peter Kulka in seinem Vortrag 2010 in den Umsetzungen am Neumarkt. Diese Angst sei kein Klima, „in dem gute anspruchsvolle und zukunftsweisende Architektur gedeihen kann. Durch diese Angst und beschwerliche Diskussionen seien häufig ‚[moderne] Bauten‘ als ‚kraftlose Gebäude‘ entstanden. Er meint aber auch, dass dort, [w]o neue gute Bilder fehlen, in die Vergangenheit zurückgeblickt wird. In Bezug auf die Gegenwartsarchitektur meint Kulka, dass die postmoderne Architektur einer ‚belanglosen Beliebigkeit und Austauschbarkeit Platz‘ gemacht habe.“
Demgegenüber stehen Auszeichnungen, wie die der Philippe Rotthier Stiftung zur Besten Rekonstruktion eines historischen Zentrums 2008 und 2009 der Nationale Preis für integrierte Stadtentwicklung und Baukultur in der Kategorie Engagiert für die Stadt für die Gesellschaft Historischer Neumarkt.

#### Kritik an der Umsetzung
Dass auf dem Neumarkt einige Bebauungsprozesse schieflaufen würden, resümierte die Sächsische Akademie der Künste im Kolloquium „Stadt, Raum, Fluß“ im Jahr 2004, das sich mit dem Städtebau Dresdens im Allgemeinen befasste. Bei diesem Kolloquium kamen fast alle Experten zu dem Ergebnis, dass die Dresdner Stadtentwicklung viele Fehler mache, die nur schwerlich zu beseitigen seien. Zusammengefasst und mit eigener Stellungnahme versehen hat die GHND ihrerseits das Kolloquium interpretiert. Mit Abstand gelesen – Vertreter der Stadt Dresden waren weder geladen noch wurden sie gehört – erwiesen sich mehrere Aussagen im Kolloquium als unzutreffend:
- Bezüglich des neuerrichteten Quartiers I neben der Frauenkirche hielt Dresdens ehemaliger Baubürgermeister Gunter Just die entstandene Passage im Quartier F für einen „Skandal“, da man italienisches Flair versprochen habe und jetzt „jegliche Noblesse“ fehle. Just meinte, im Quartier I sei „die schlechteste Einkaufspassage“ der Stadt erbaut worden. Er macht dies an der Qualität der Bebauung fest, die man neben der Frauenkirche habe erwarten dürfen. Konkret bezieht er sich auf die Materialien, ein seiner Ansicht nach grob verarbeitetes Glasdach, das keine Spur von Eleganz zeige und außerdem einen Ausblick auf Rückfassaden biete, die zum großen Teil trist gestaltet wären. Ein selbstkritischer Hinweis darauf, dass die Bauplanungen im Wesentlichen in seine Amtszeit als Beigeordneter der Stadt Dresden fielen und er selbst darauf hätte direkt Einfluss nehmen können, ist in seinem Beitrag allerdings nicht zu finden.
- Das  Hôtel de Saxe wurde in der Akademiesitzung ebenso kritisiert. Speziell richteten sich die Kritikpunkte auf den Charakter der Bebauung, die die innere Hotelnutzung über den ganzen Block entgegen der äußeren auf die Fassade kaschierte Kleinteiligkeit als Mogelpackung kritisierte. Auch an diesem Quartier wurde die Innenhofgestaltung kritisiert: „Eigentlich sollten die Höfe offen gehalten werden“, formulierte Architekt Dieter Schölzel den bisher nicht eingehaltenen Anspruch. Dass die bis 2001 bestehenden Planungen, vorangetrieben unter Gunter Just in der Stadt Dresden, 2001/2002 in einem Kraftakt geändert wurden, um die Wiederherstellung der Moritzstraße zu sichern und erst danach die Entscheidung des Investors getroffen wurde, die Fassade nach dem Vorbild von vor 1888 wiederherzustellen, blieb unerwähnt; möglicherweise war sie Schölzel nicht bekannt.
- Die Kritiker forderten, die Ansprüche nach oben zu schrauben, um der Fehlentwicklung, die sie in der Bebauung sahen, entgegenzuwirken. Der Architekturhistoriker Falk Jaeger schlug z. B. vor, dass die Bauverwaltung Einfluss auf die Architektenwahl der Investoren nehme könne (was seit 2001 bereits betrieben wurde, jedoch ebenfalls offenbar unbekannt war).
- Weiterhin wurde gefordert, nicht ganze Blöcke für eine Nutzung freizugeben. Engelbert Lütke Daldrup, ehemaliger Staatssekretär im Bundesbauministerium, meinte, dass man, um Kleinteiligkeit zu erreichen, solche Bauherren suchen sollte, die nur ein kleineres Haus bauen wollten. Dafür müsse allerdings die Stadt ihre Vermarktungsstrategien ändern, was jedoch von ihm, wie auch von Kritikern, die dies forderten bzw. ähnlich argumentierten, nie finanziell untersetzt werden konnte.
- Wie Kunsthistoriker Jürgen Paul in dem Kolloquium 2004 angab, habe es einen Investor gegeben, der vorhatte, nur das Dinglinger-Haus – aber das originalgetreu – wieder aufzubauen. Dies wäre durch das Bestreben der Stadt, die einzelnen Quartiere im Ganzen bebauen zu lassen, unmöglich gewesen. In der Realität erwies sich diese Aussage als wertlos, das Dinglingerhaus entstand originalgetreu, weil der Investor innerhalb des insgesamt verkauften Quartiers eine sogenannte „Mischfinanzierung“ der Immobilien innerhalb des Areals aufbauen konnte; der von Paul avisierte Investor erwies sich, wie in unzähligen anderen Fällen stadtweit seit 1990, als nicht finanzkräftig genug.

Eine andere Möglichkeit wäre, sich Zeit zu lassen und nicht an den ersten Investor zu verkaufen, sondern auf den besten zu warten, wurde 2006 überdies in einer Dresdner Tageszeitung geurteilt.